# Castéra-Verduzan
Pour les articles homonymes, voir Castéra.
Castéra-Verduzan (en gascon : Lo Casterar e Verdusan), est une commune française située dans le département du Gers, en région Occitanie. Sur le plan historique et culturel, la commune est dans le Pays d'Auch, un territoire céréalier et viticole qui s'est également constitué en pays au sens aménagement du territoire en 2003.
Exposée à un climat océanique altéré, elle est drainée par la Baïse, l'Auloue, la Loustère, le ruisseau de Lahontan et par divers autres petits cours d'eau.
Castéra-Verduzan est une commune rurale qui compte 1 042 habitants en 2022. Elle fait partie de l'aire d'attraction d'Auch. Ses habitants sont appelés les Castérois ou  Castéroises.
Le patrimoine architectural de la commune comprend deux  immeubles protégés au titre des monuments historiques : l'église Saint-Blaise, inscrite en 1927, et la croix de cimetière de Verduzan, inscrite en 1927.

## Géographie

### Localisation
Castéra-Verduzan est une commune située en Gascogne entre Condom et Auch.

### Communes limitrophes
Castéra-Verduzan est limitrophe de sept autres communes.
Les communes limitrophes sont  Ayguetinte, Beaucaire, Bonas, Cézan, Jegun, Larroque-Saint-Sernin et Rozès.
| Beaucaire | Ayguetinte       | Larroque-Saint-Sernin |
| Rozès     | Castéra-Verduzan | Cézan                 |
| Bonas     | Jegun            |                       |

### Géologie et relief
La superficie de la commune est de 1 982 hectares ; son altitude varie de 97  à   221 mètres.
Castéra-Verduzan se situe en zone de sismicité 2 (sismicité faible).

### Voies de communication et transports

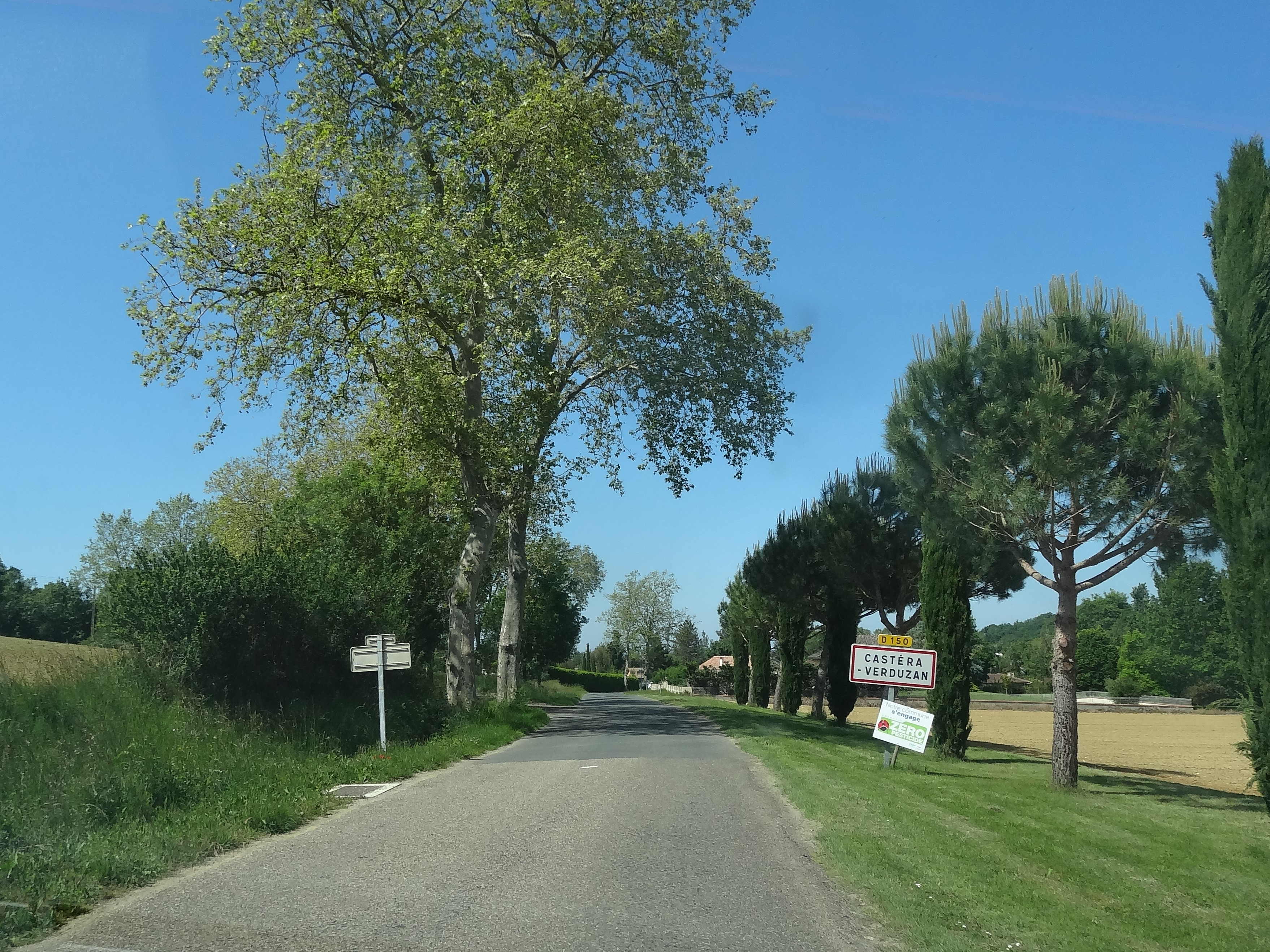
Entrée sud-ouest de Castéra-Verduzan.
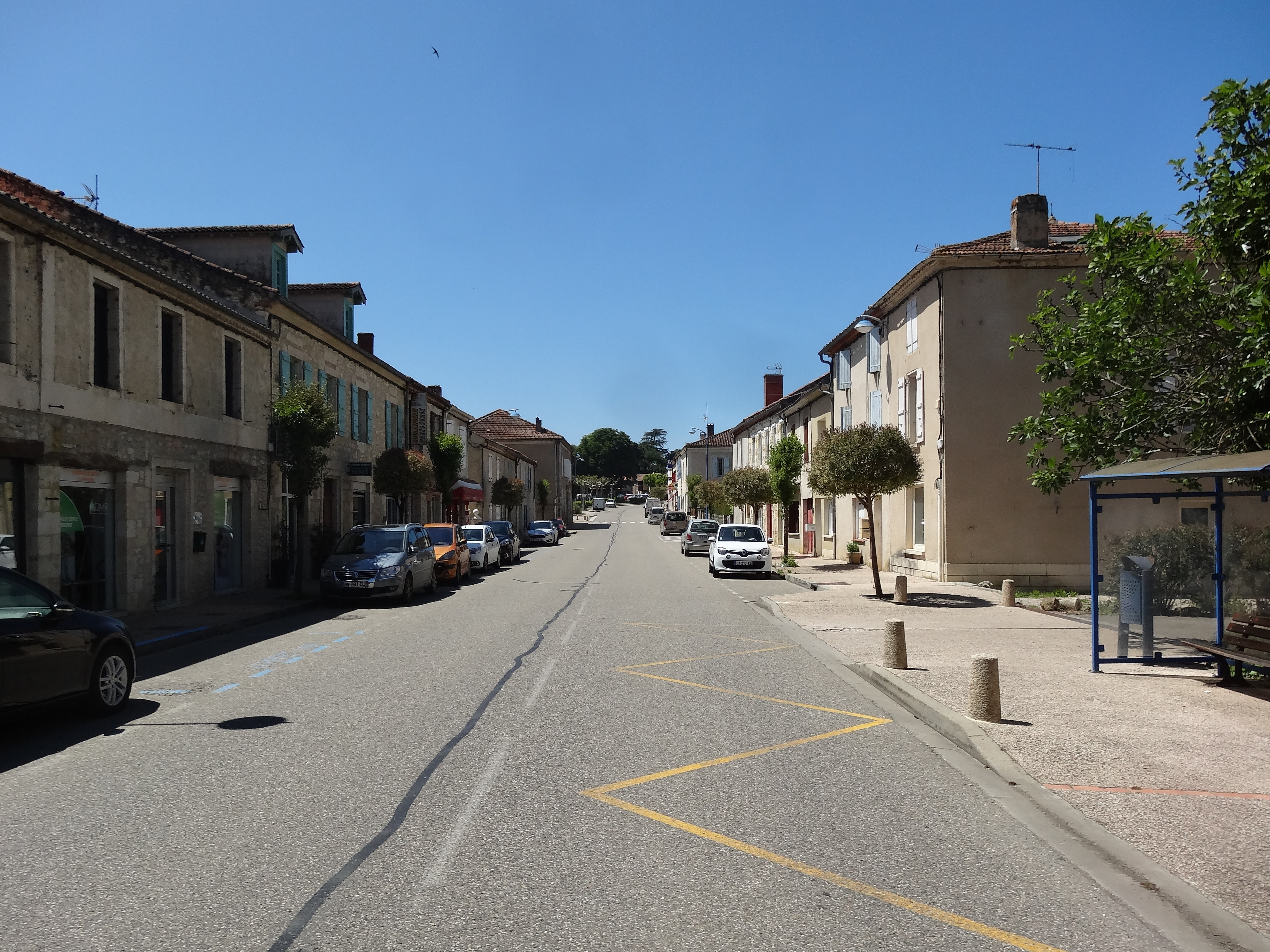
Rue principale en 2021.
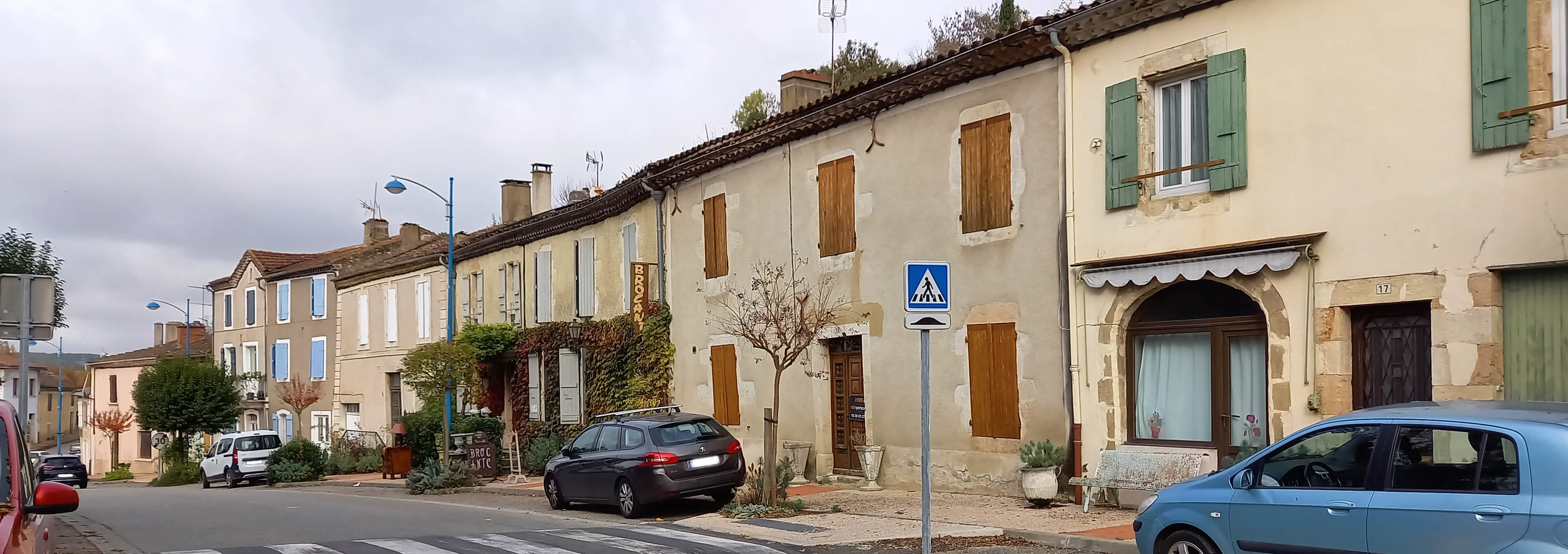
Avenue Bordenave
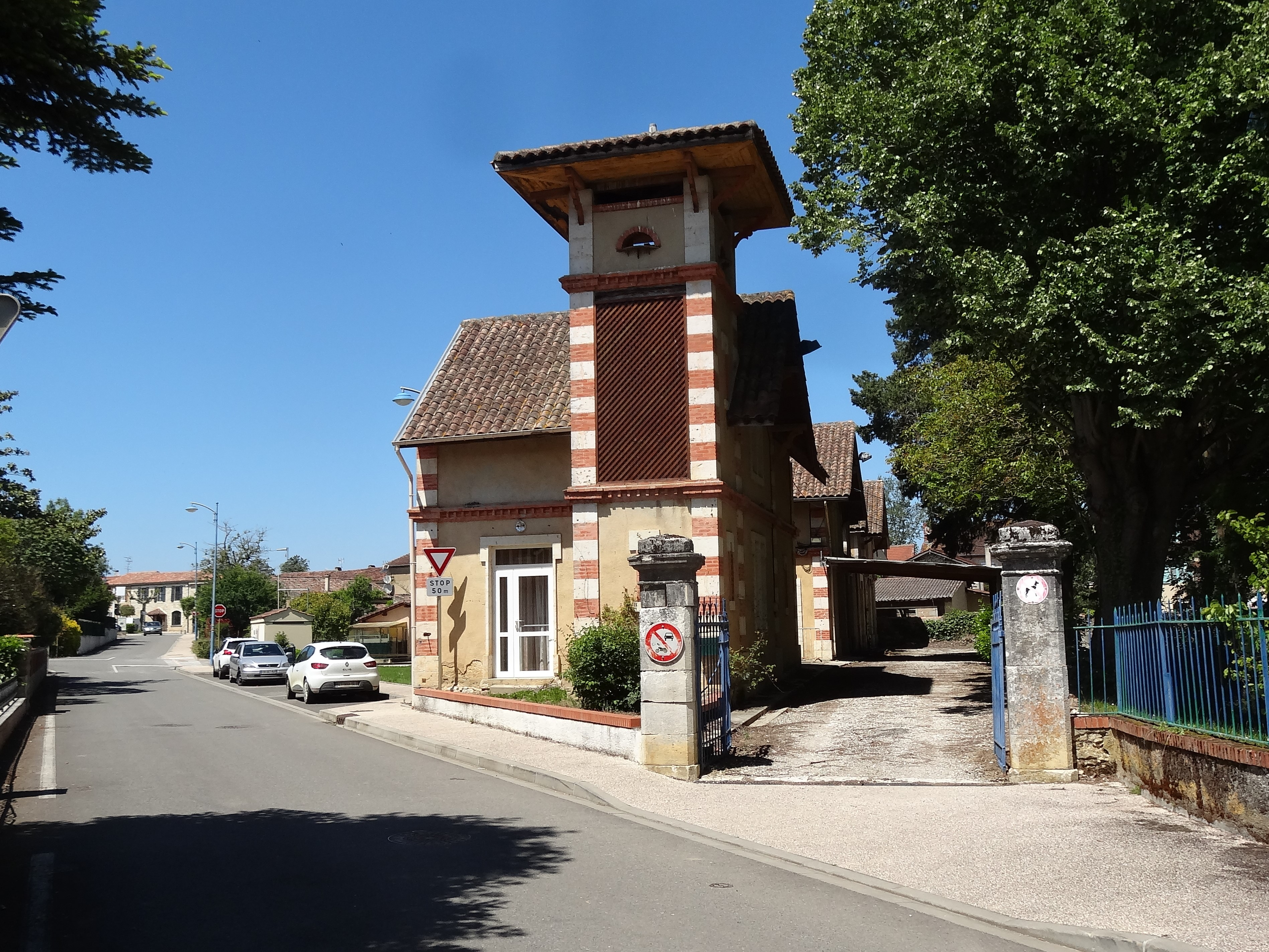
Rue des écoles et maison atypique.

Accès avec la RD 930 et était sur l'ancienne ligne SNCF de Condom à Castéra-Verduzan.

### Hydrographie
La commune est dans le bassin de la Garonne, au sein du bassin hydrographique Adour-Garonne. Elle est drainée par la Baïse, l'Auloue, la Loustère, le ruisseau de Lahontan, un bras de l'Auloue, un bras de l'Auloue, le ruisseau de Masca, le ruisseau de Mounouat et par divers petits cours d'eau, qui constituent un réseau hydrographique de 16 km de longueur totale,.
La Baïse, d'une longueur totale de 187,6 km, prend sa source dans la commune de Capvern et s'écoule vers le nord. Elle traverse la commune et se jette dans la Garonne à Saint-Léger, après avoir traversé 52 communes.
L'Auloue, d'une longueur totale de 45,4 km, prend sa source dans la commune de L'Isle-de-Noé et s'écoule vers le nord. Il traverse la commune et se jette dans la Baïse à Valence-sur-Baïse, après avoir traversé 16 communes.
La Loustère, d'une longueur totale de 14 km, prend sa source dans la commune de Castin et s'écoule du sud-est vers le nord-ouest. Elle traverse la commune et se jette dans l'Auloue sur le territoire communal, après avoir traversé 5 communes.
Le ruisseau de Lahontan, d'une longueur totale de 11,6 km, prend sa source dans la commune de Castillon-Massas et s'écoule du sud-est vers le nord-ouest. Il traverse la commune et se jette dans la Loustère à Jegun, après avoir traversé 5 communes.

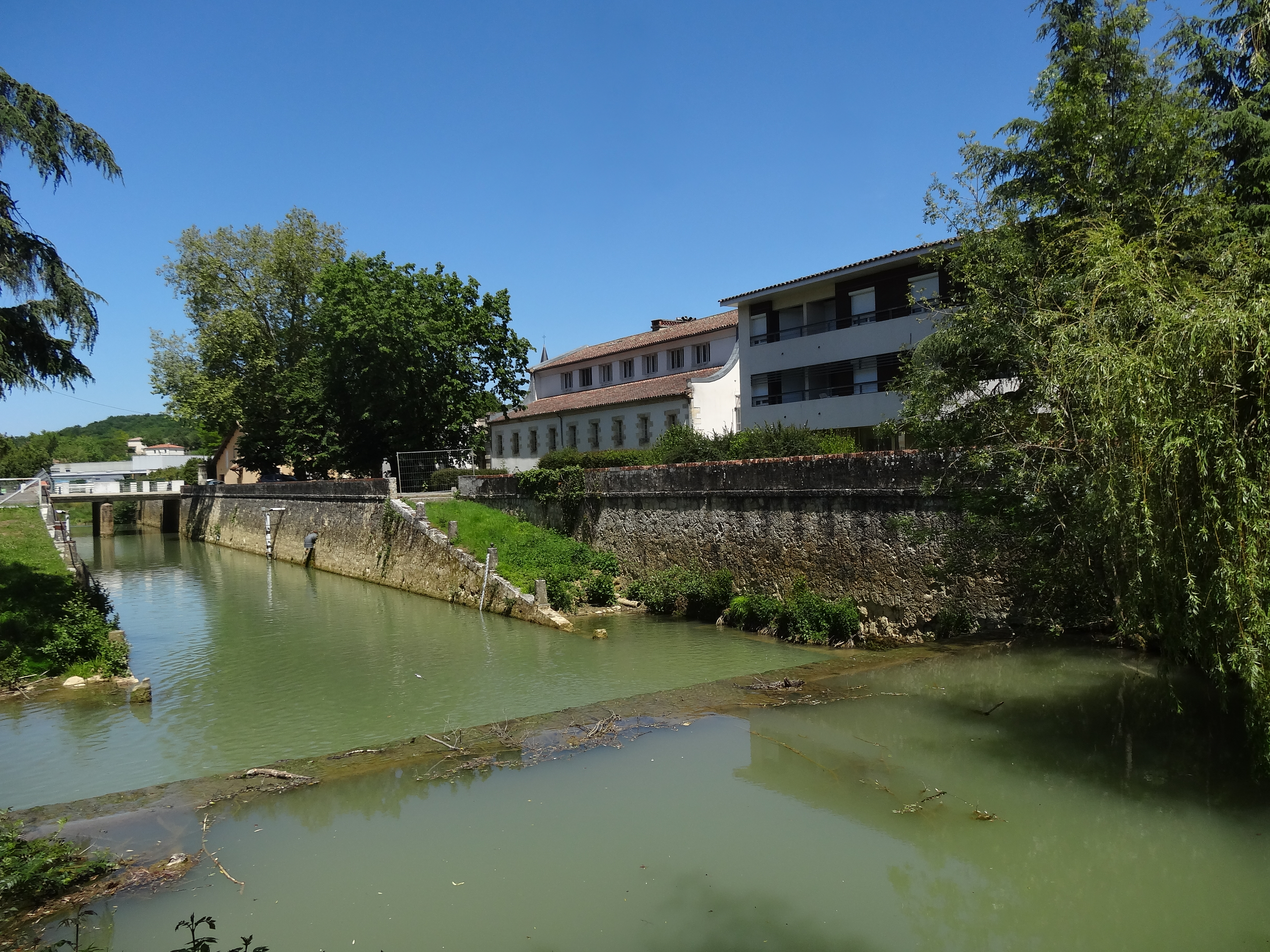
L'Auloue à Castéra-Verduzan.
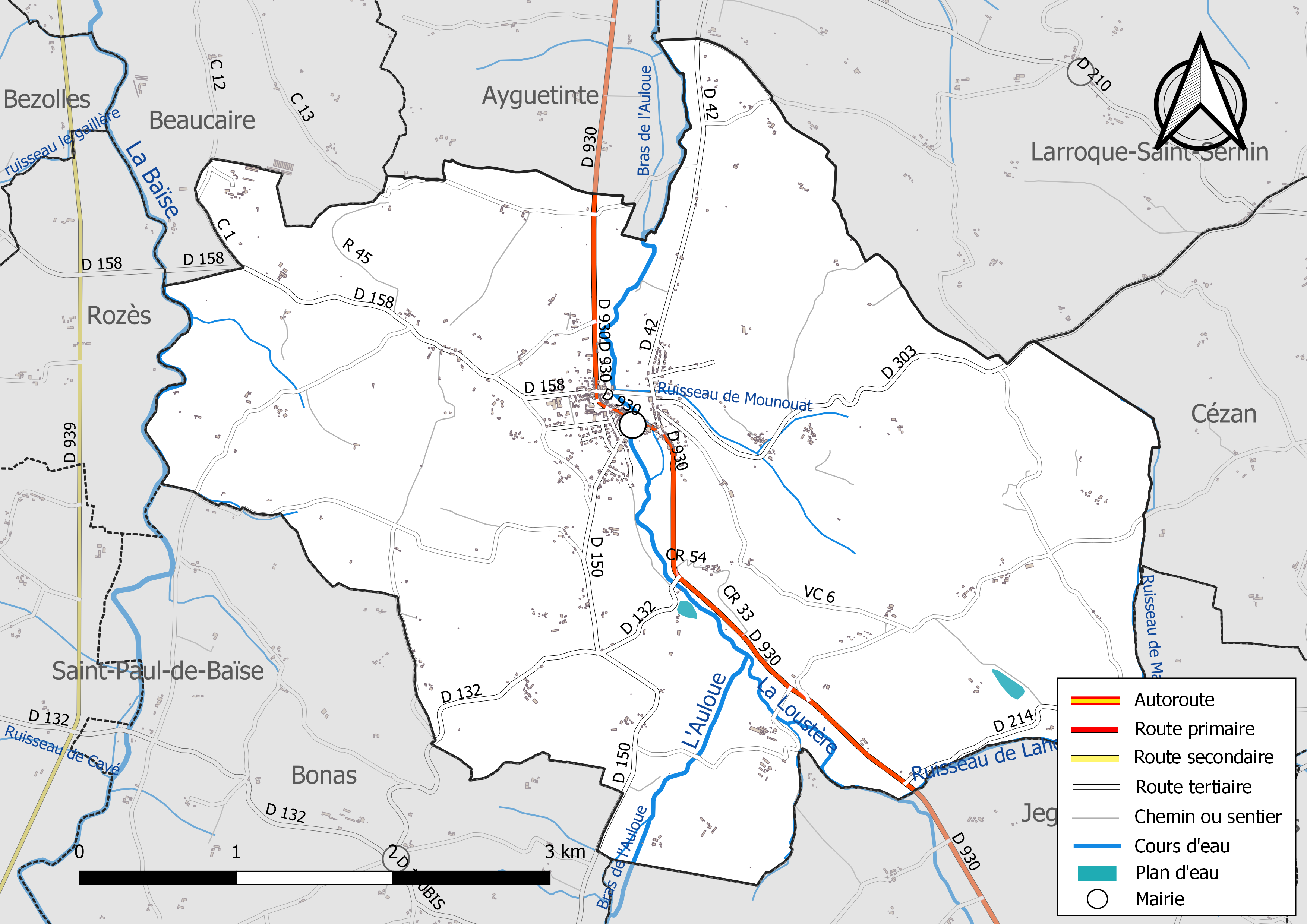
Réseaux hydrographique et routier de Castéra-Verduzan.

### Climat
Pour des articles plus généraux, voir Climat de l'Occitanie et Climat du Gers.
En 2010, le climat de la commune est de type climat du Bassin du Sud-Ouest, selon une étude s'appuyant sur une série de données couvrant la période 1971-2000. En 2020, Météo-France publie une typologie des climats de la France métropolitaine dans laquelle la commune est exposée à un climat océanique altéré et est dans la région climatique Aquitaine, Gascogne, caractérisée par une pluviométrie abondante au printemps, modérée en automne, un faible ensoleillement au printemps, un été chaud (19,5 °C), des vents faibles, des brouillards fréquents en automne et en hiver et des orages fréquents en été (15 à 20 jours).
Pour la période 1971-2000, la température annuelle moyenne est de 13,7 °C, avec une amplitude thermique annuelle de 15,7 °C. Le cumul annuel moyen de précipitations est de 785 mm, avec 10 jours de précipitations en janvier et 6,6 jours en juillet. Pour la période 1991-2020, la température moyenne annuelle observée sur la station météorologique la plus proche, située sur la commune de Beaucaire à 5 km à vol d'oiseau, est de 13,8 °C et le cumul annuel moyen de précipitations est de 775,9 mm,. Pour l'avenir, les paramètres climatiques de la commune estimés pour 2050 selon différents scénarios d'émission de gaz à effet de serre sont consultables sur un site dédié publié par Météo-France en novembre 2022.

### Milieux naturels et biodiversité
Aucun espace naturel présentant un intérêt patrimonial n'est recensé sur la commune dans l'inventaire national du patrimoine naturel,,.

## Urbanisme

### Typologie
Au 1er janvier 2024, Castéra-Verduzan est catégorisée bourg rural, selon la nouvelle grille communale de densité à sept niveaux définie par l'Insee en 2022.
Elle est située hors unité urbaine. Par ailleurs la commune fait partie de l'aire d'attraction d'Auch, dont elle est une commune de la couronne,. Cette aire, qui regroupe 112 communes, est catégorisée dans les aires de 50 000 à moins de 200 000 habitants,.

### Occupation des sols
L'occupation des sols de la commune, telle qu'elle ressort de la base de données européenne d’occupation biophysique des sols Corine Land Cover (CLC), est marquée par l'importance des territoires agricoles (97,1 % en 2018), en diminution par rapport à 1990 (98,4 %). La répartition détaillée en 2018 est la suivante : 
terres arables (49,9 %), zones agricoles hétérogènes (43,2 %), prairies (3,9 %), zones urbanisées (2,9 %). L'évolution de l’occupation des sols de la commune et de ses infrastructures peut être observée sur les différentes représentations cartographiques du territoire : la carte de Cassini (XVIIIe siècle), la carte d'état-major (1820-1866) et les cartes ou photos aériennes de l'IGN pour la période actuelle (1950 à aujourd'hui).

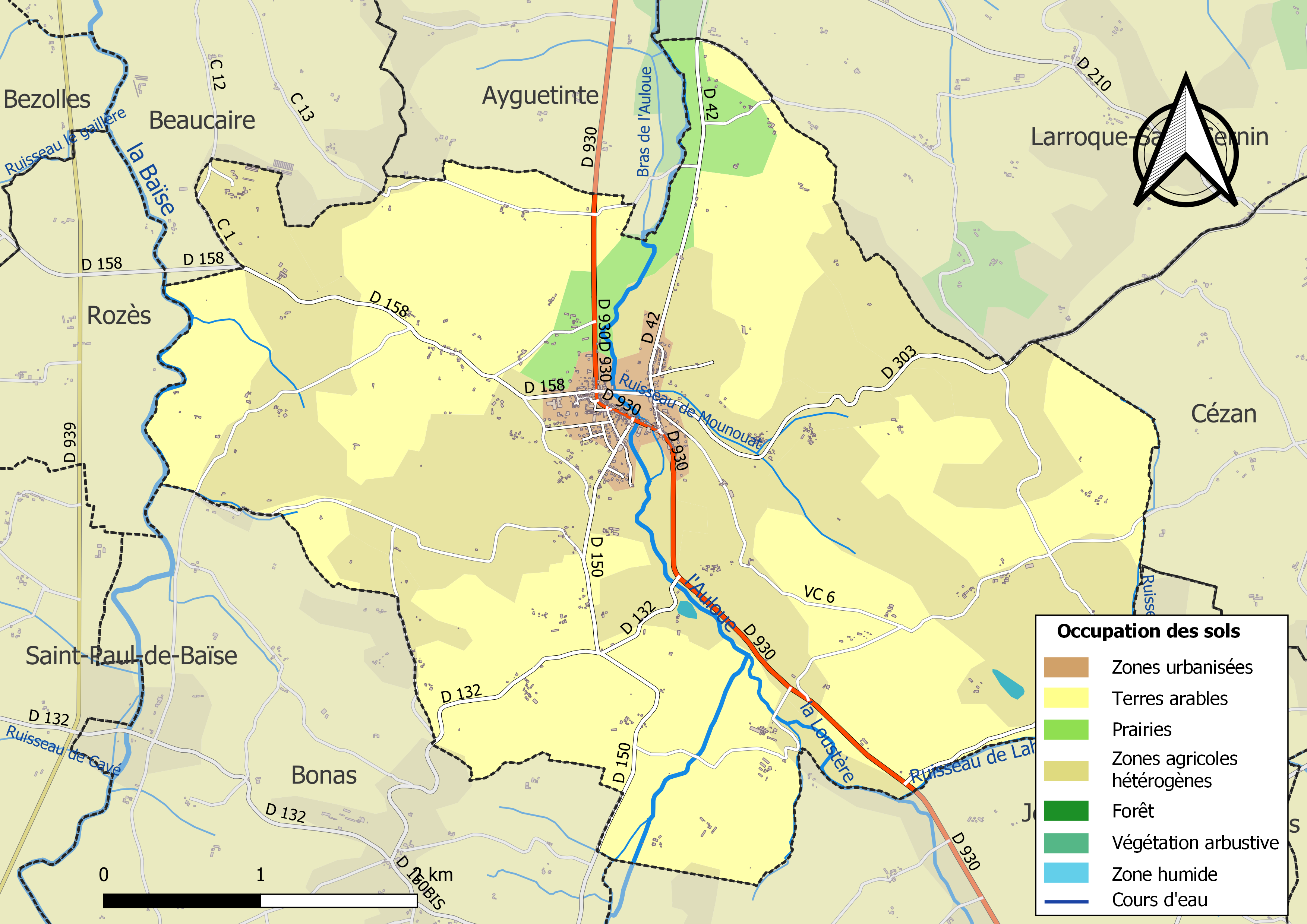
Carte des infrastructures et de l'occupation des sols de la commune en 2018 (CLC).
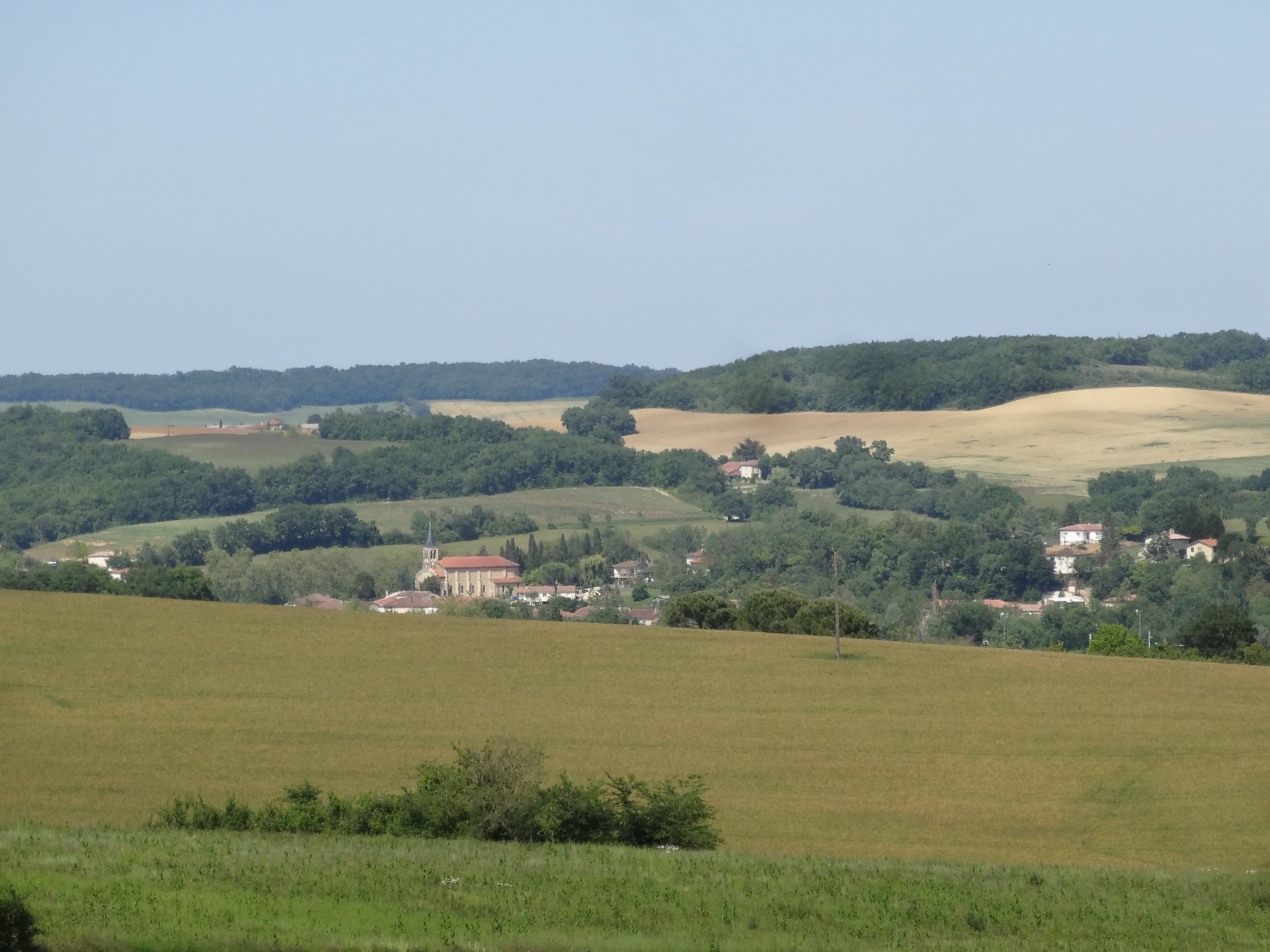
Le village et les coteaux alentour en mai 2021.

### Risques majeurs
Le territoire de la commune de Castéra-Verduzan est vulnérable à différents aléas naturels : météorologiques (tempête, orage, neige, grand froid, canicule ou sécheresse), inondations et séisme (sismicité très faible). Il est également exposé à un risque particulier : le risque de radon. Un site publié par le BRGM permet d'évaluer simplement et rapidement les risques d'un bien localisé soit par son adresse soit par le numéro de sa parcelle.

#### Risques naturels
Certaines parties du territoire communal sont susceptibles d’être affectées par le risque d’inondation par débordement de cours d'eau, notamment la Baïse, l'Auloue, la Loustère et le ruisseau de Lahontan. La cartographie des zones inondables en ex-Midi-Pyrénées réalisée dans le cadre du XIe Contrat de plan État-région, visant à informer les citoyens et les décideurs sur le risque d’inondation, est accessible sur le site de la DREAL Occitanie. La commune a été reconnue en état de catastrophe naturelle au titre des dommages causés par les inondations et coulées de boue survenues en 1999, 2009, 2013 et 2020,.

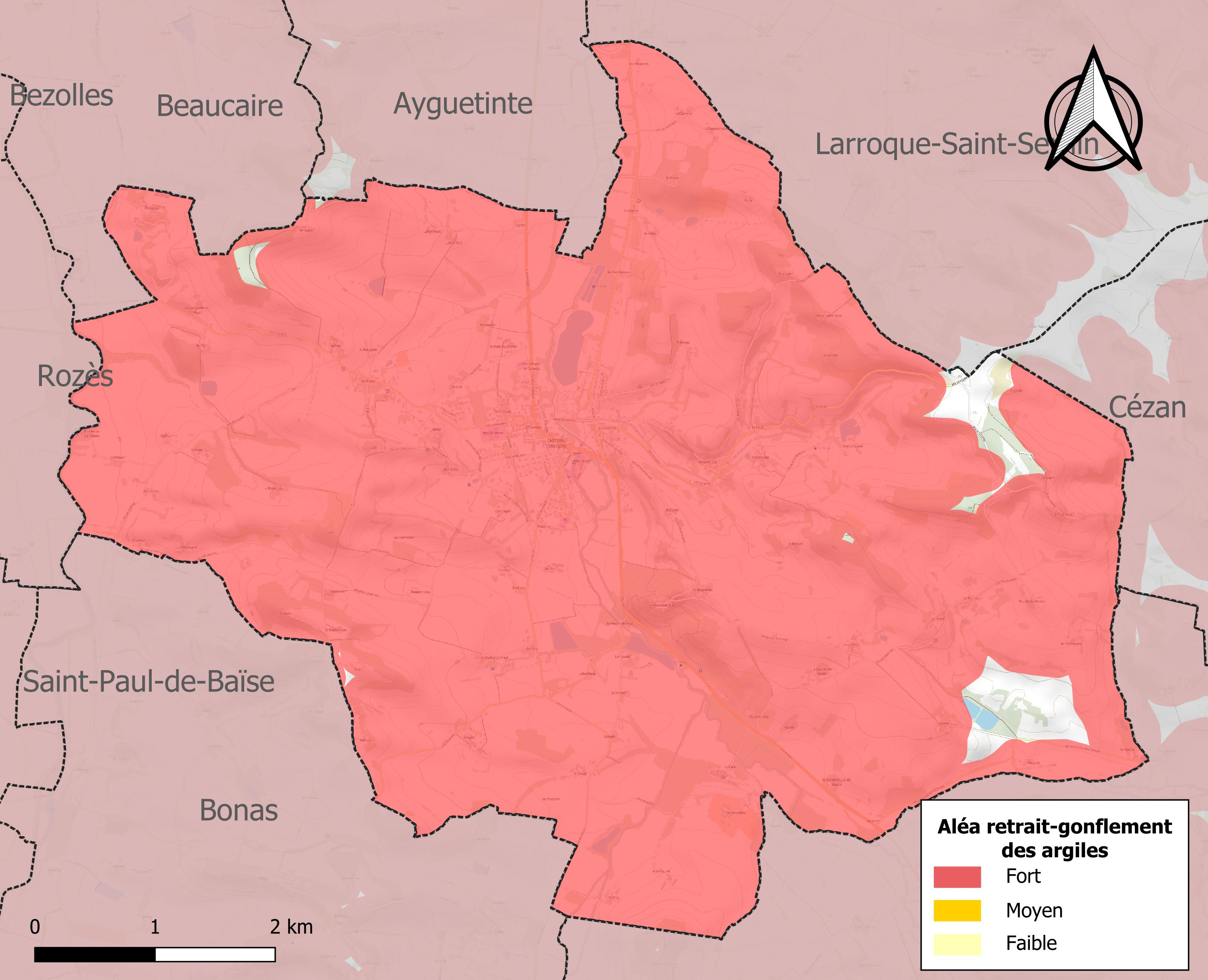
Carte des zones d'aléa retrait-gonflement des sols argileux de Castéra-Verduzan.

Le retrait-gonflement des sols argileux est susceptible d'engendrer des dommages importants aux bâtiments en cas d’alternance de périodes de sécheresse et de pluie. 97,3 % de la superficie communale est en aléa moyen ou fort (94,5 % au niveau départemental et 48,5 % au niveau national). Sur les 489 bâtiments dénombrés sur la commune en 2019, 489 sont en aléa moyen ou fort, soit 100 %, à comparer aux 93 % au niveau départemental et 54 % au niveau national. Une cartographie de l'exposition du territoire national au retrait gonflement des sols argileux est disponible sur le site du BRGM,.
Par ailleurs, afin de mieux appréhender le risque d’affaissement de terrain, l'inventaire national des cavités souterraines permet de localiser celles situées sur la commune.
Concernant les mouvements de terrains, la commune a été reconnue en état de catastrophe naturelle au titre des dommages causés par la sécheresse en 1989, 1996, 1998, 2002, 2003, 2011, 2016 et 2019 et par des mouvements de terrain en 1999.

#### Risque particulier
Dans plusieurs parties du territoire national, le radon, accumulé dans certains logements ou autres locaux, peut constituer une source significative d’exposition de la population aux rayonnements ionisants. Certaines communes du département sont concernées par le risque radon à un niveau plus ou moins élevé. Selon la classification de 2018, la commune de Castéra-Verduzan est classée en zone 2, à savoir zone à potentiel radon faible mais sur lesquelles des facteurs géologiques particuliers peuvent faciliter le transfert du radon vers les bâtiments.

## Toponymie
L'origine du nom du village est né de la fusion de plusieurs entités et notamment de la localité de Verduzan et du hameau de Castéra. L'ordonnance royale du 11 avril 1821 fonde la nouvelle commune regroupant Verduzan, La Cavalerie et Castéra-Vivent et de ce fait son nom actuel. 

## Histoire

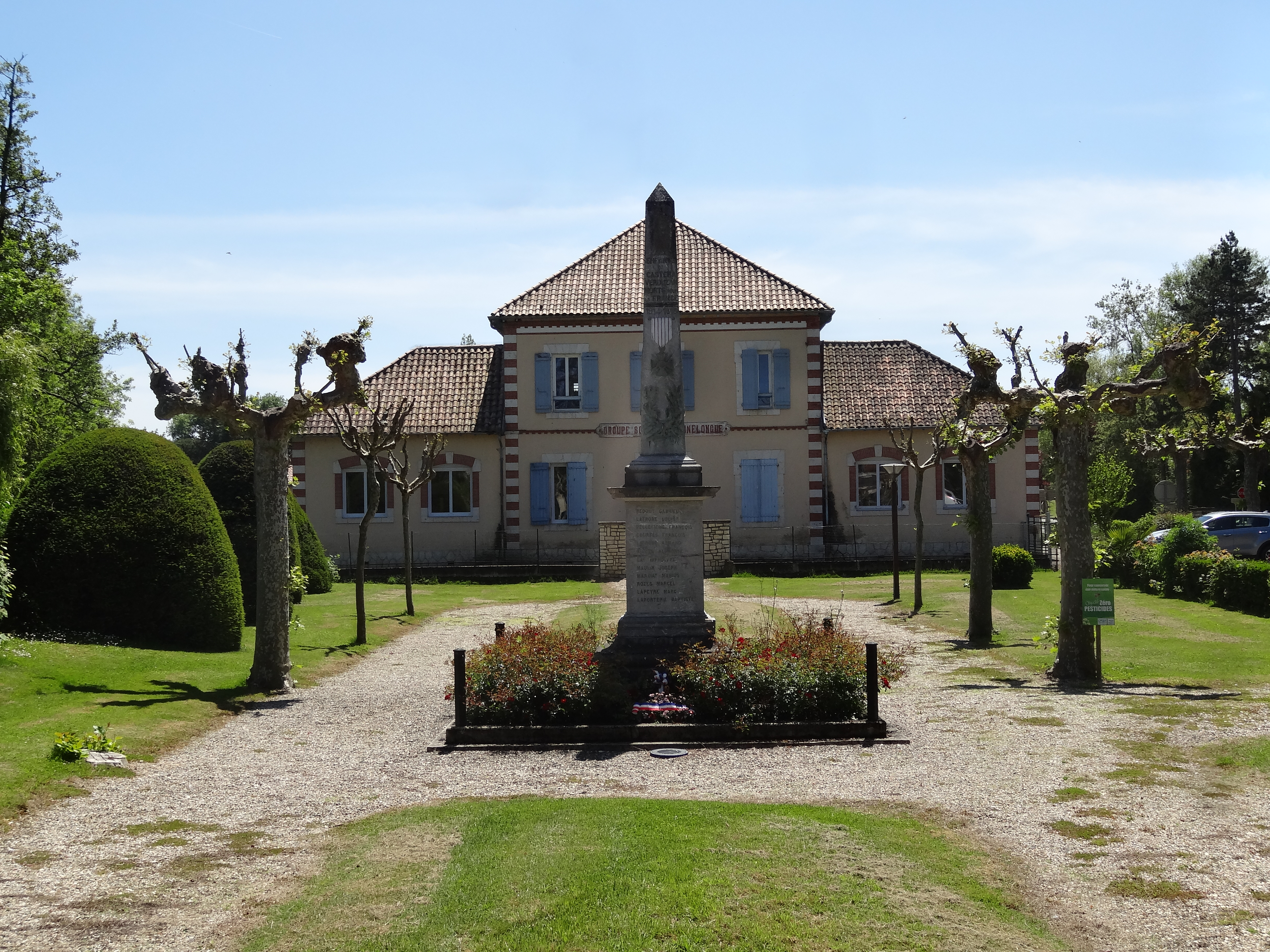
Le monument aux morts.

Les thermes sont connues depuis les Romains. La station thermale est fondée sous Louis XV et fusionne les deux hameaux.
L'ordonnance royale du 11 avril 1821 fonde la nouvelle commune regroupant Verduzan, Lacavalerie et Castéra-Vivent. C’est la seule création de village neuf depuis le Moyen-Âge dans le Gers.

### Les Templiers et les Hospitaliers
À l'origine de la cité, il y a trois villages construits sur les deux collines sculptées par la rivière Auloue. À l'ouest Verduzan et son château lequel a complètement disparu. Au sud-est, sur un coteau faisant face à Verduzan, s'élevait le hameau de Castéra, à l'église en ruine. Et au nord, le hameau de Laclaverie, qui fût une commanderie de l'ordre du Temple puis une commanderie des Hospitaliers de l'ordre de Saint-Jean de Jérusalem dite de La Cavalerie en Armagnac.

L'église Saint-Blaise de Castéra-Vieux
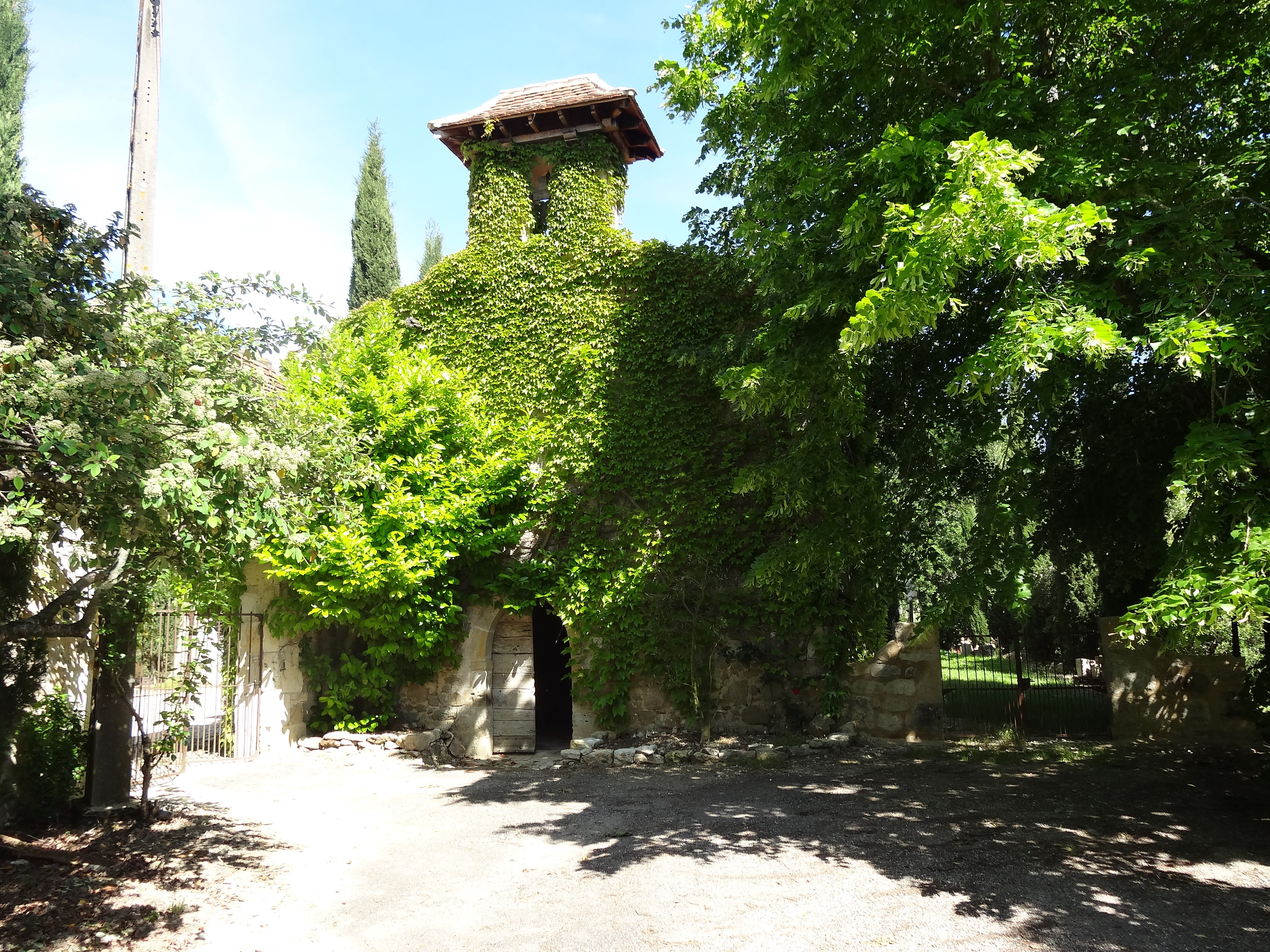
Chapelle de la commanderie de la Claverie.
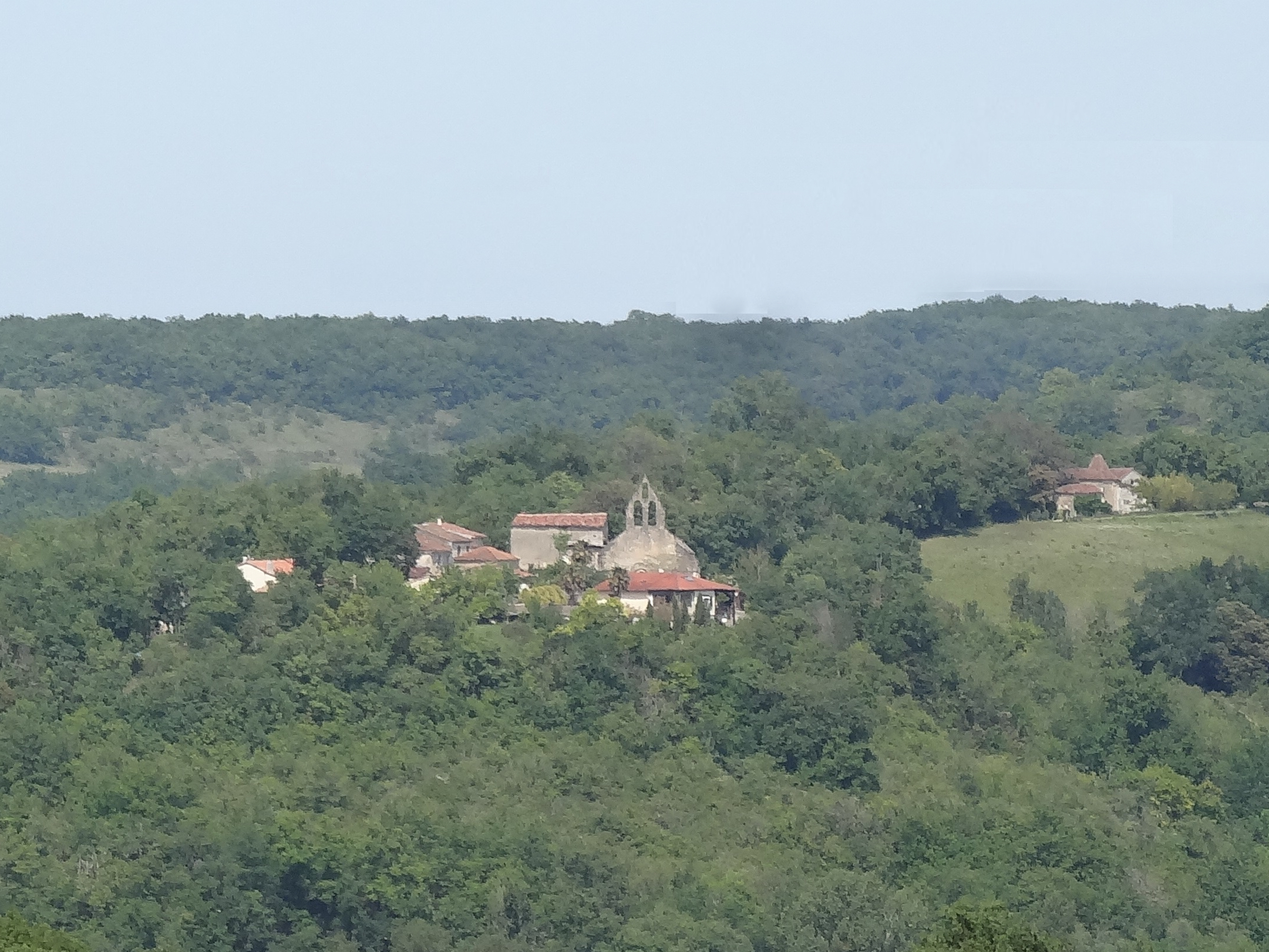
Vue d'ensemble de Castéra-Vieux.
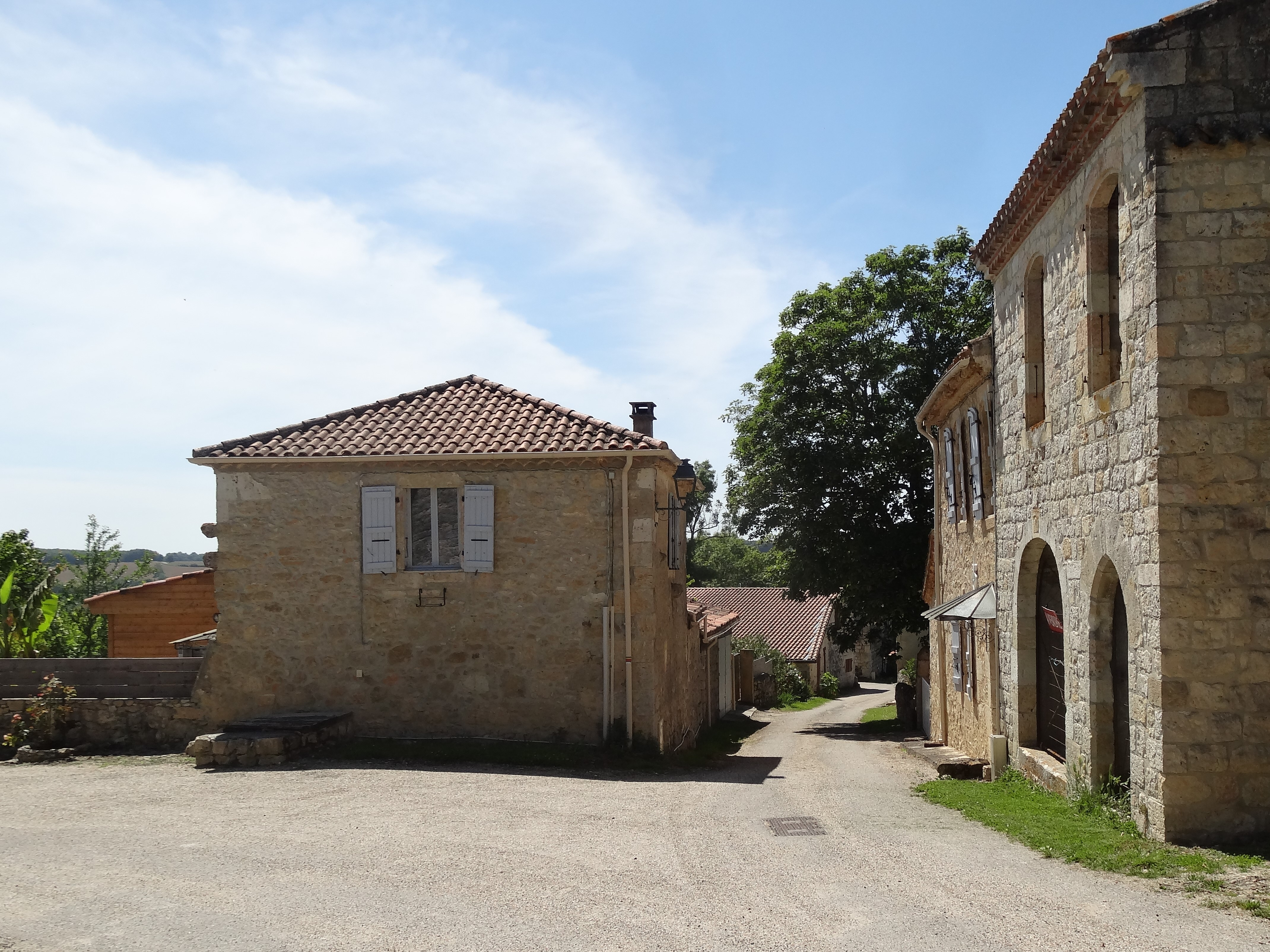
Castéra-Vieux en 2021.

### Inondations de 1977
La ville est très éprouvée par la crue de l'Auloue le 8 juillet 1977. Ce drame est commémoré notamment par un odonyme local, la place du 8-Juillet-1977 et, au centre de secours, par la stèle Claude-Bordenave, hommage à un pompier mort en allant porter secours à des enfants en danger. Après la catastrophe, la reconstruction de très nombreux bâtiments et infrastructures détruits permet de donner une nouvelle jeunesse à la station thermale.

## Politique et administration

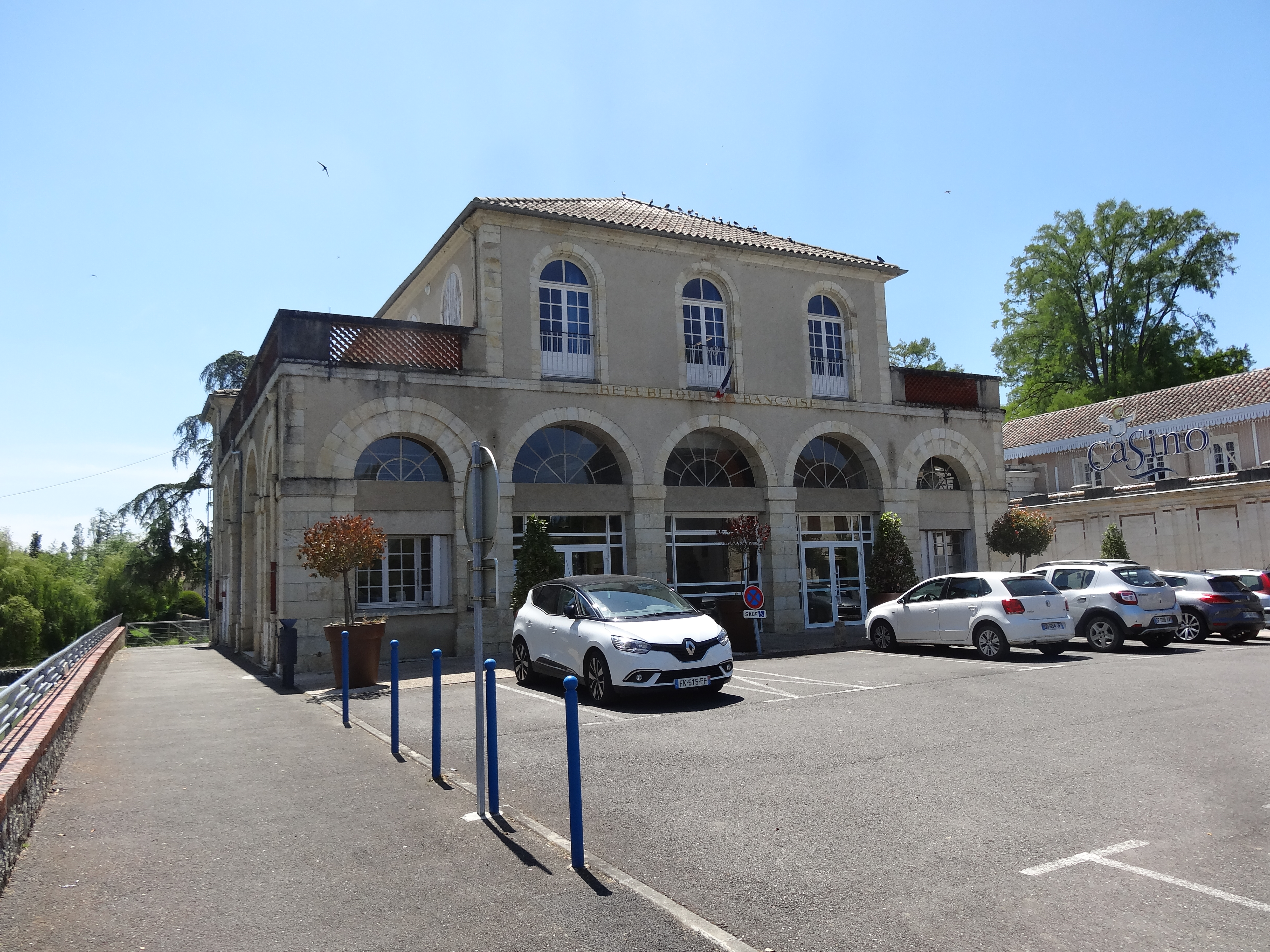
La mairie en 2021.

### Administration municipale
Le nombre d'habitants au recensement de 2011 étant compris entre 500 et 1 499 habitants, le nombre de membres du conseil municipal pour l'élection de 2014 est de quinze,.

### Rattachements administratifs et électoraux
Commune faisant partie de l'arrondissement d'Auch de la communauté d'agglomération Grand Auch Cœur de Gascogne et du canton de Baïse-Armagnac (avant le redécoupage départemental de 2014, Castéra-Verduzan faisait partie de l'ex-canton de Valence-sur-Baïse).

### Liste des maires
| Période                                  | Période  | Identité           | Étiquette | Qualité                                 |
| ---------------------------------------- | -------- | ------------------ | --------- | --------------------------------------- |
| 1922                                     | 1941     | Marius Philip      | SFIO      | Conseiller d'arrondissement (1937-1940) |
|                                          |          |                    |           |                                         |
| 1945                                     | 1965     | Marius Philip      | SFIO      | Conseiller d'arrondissement (1937-1940) |
| 1965                                     | 1995     | Aubert Garcia      | PS        | Sénateur et Médecin                     |
| 1995                                     | 2008     | Pierre Espiet      | PS        | Cardiologue                             |
| 2008                                     | 2014     | Jean-Michel Garcia | PS        | Médecin                                 |
| 2014                                     | 2020     | Pierre Espiet      | PS        | Cardiologue                             |
| 2020                                     | En cours | Claude Nef         |           | Entrepreneur                            |
| Les données manquantes sont à compléter. |          |                    |           |                                         |

## Population et société

### Démographie
L'évolution du nombre d'habitants est connue à travers les recensements de la population effectués dans la commune depuis 1793. Pour les communes de moins de 10 000 habitants, une enquête de recensement portant sur toute la population est réalisée tous les cinq ans, les populations de référence des années intermédiaires étant quant à elles estimées par interpolation ou extrapolation. Pour la commune, le premier recensement exhaustif entrant dans le cadre du nouveau dispositif a été réalisé en 2005.

En 2022, la commune comptait 1 042 habitants, en évolution de +5,36 % par rapport à 2016 (Gers : +1,04 %, France hors Mayotte : +2,11 %).
| 1793 | 1800 | 1806 | 1821 | 1831  | 1841  | 1846  | 1851  | 1856  |
| ---- | ---- | ---- | ---- | ----- | ----- | ----- | ----- | ----- |
| 502  | 525  | 560  | 578  | 1 027 | 1 070 | 1 328 | 1 176 | 1 064 |

| 1861  | 1866  | 1872  | 1876  | 1881  | 1886  | 1891 | 1896 | 1901 |
| ----- | ----- | ----- | ----- | ----- | ----- | ---- | ---- | ---- |
| 1 080 | 1 080 | 1 014 | 1 062 | 1 056 | 1 027 | 904  | 875  | 860  |

| 1906 | 1911 | 1921 | 1926 | 1931 | 1936 | 1946 | 1954 | 1962 |
| ---- | ---- | ---- | ---- | ---- | ---- | ---- | ---- | ---- |
| 858  | 893  | 786  | 784  | 766  | 765  | 761  | 790  | 794  |

| 1968 | 1975 | 1982 | 1990 | 1999 | 2005 | 2006 | 2010 | 2015 |
| ---- | ---- | ---- | ---- | ---- | ---- | ---- | ---- | ---- |
| 738  | 719  | 753  | 794  | 830  | 901  | 906  | 949  | 990  |

| 2020  | 2022  | - | - | - | - | - | - | - |
| ----- | ----- | - | - | - | - | - | - | - |
| 1 015 | 1 042 | - | - | - | - | - | - | - |

| selon la population municipale des années : | 1968 | 1975 | 1982 | 1990 | 1999 | 2006 | 2009 | 2013 |
| Rang de la commune dans le département      | 38   | 37   | 37   | 33   | 34   | 33   | 34   | 34   |
| Nombre de communes du département           | 466  | 462  | 462  | 462  | 463  | 463  | 463  | 463  |

### Enseignement

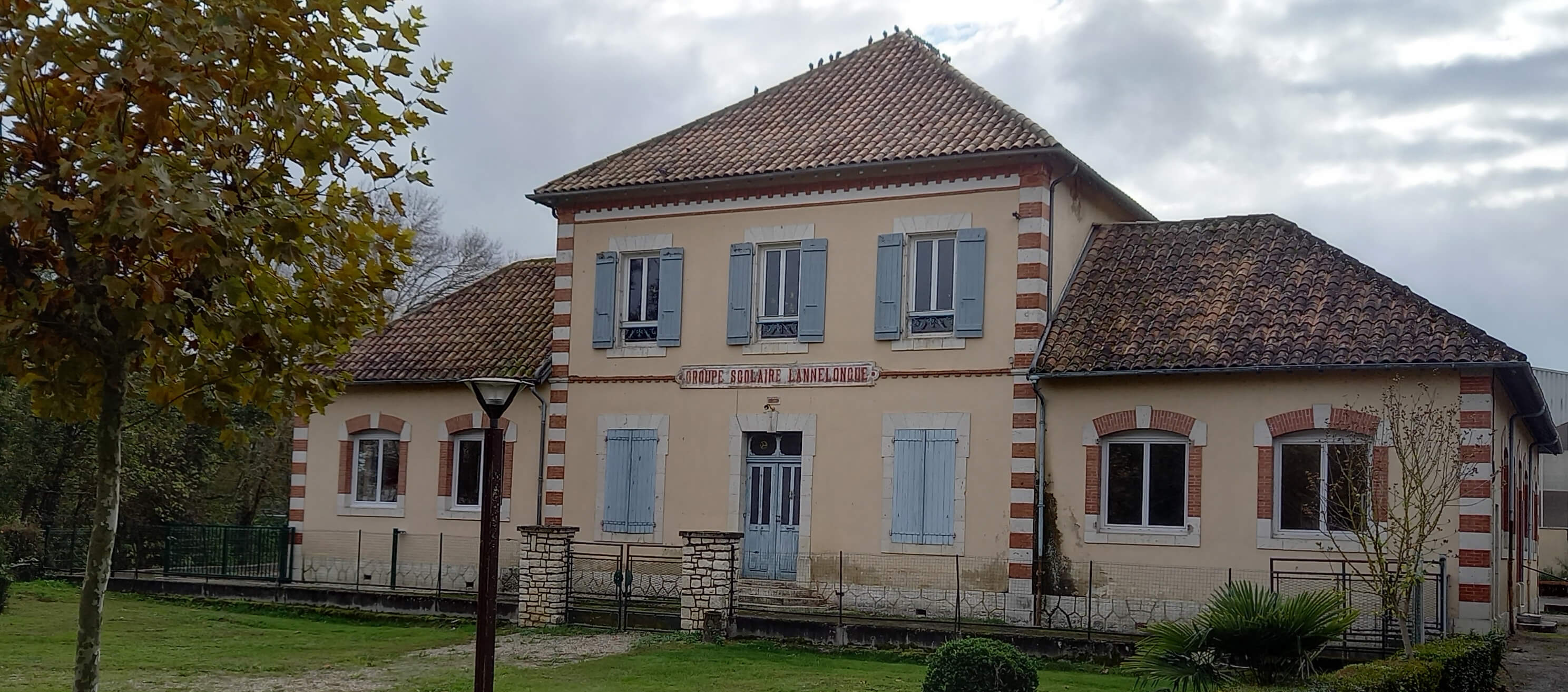
Bâtiment avec l'inscription « groupe scolaire Lannelongue ».

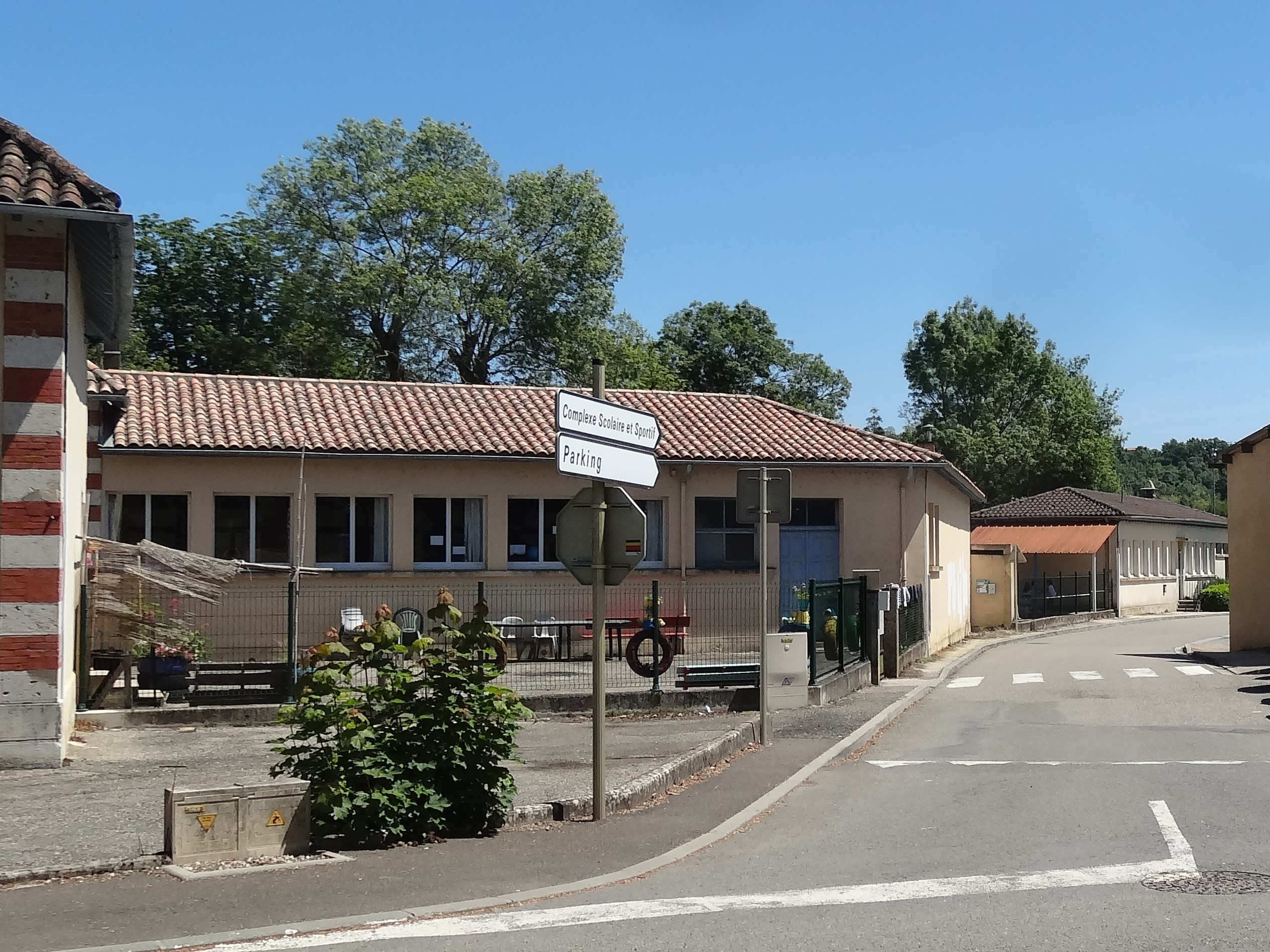
Aperçu du complexe scolaire.

Castéra-Verduzan fait partie de l'académie de Toulouse.

### Culture et festivités
Médiathèque,

### Activités sportives
Base de plein air et de loisirs, baignade, football, basket-ball, randonnée pédestre, chasse, pétanque, à proximité de l'hippodrome de Baron,

## Économie

### Revenus
En 2018  (données Insee publiées en septembre 2021), la commune compte 437 ménages fiscaux, regroupant 924 personnes. La médiane du revenu disponible par unité de consommation est de 20 160 € (20 820 € dans le département).

### Emploi
|                | 2008  | 2013  | 2018  |
| -------------- | ----- | ----- | ----- |
| Commune        | 6,3 % | 6,3 % | 9,3 % |
| Département    | 6,1 % | 7,5 % | 8,2 % |
| France entière | 8,3 % | 10 %  | 10 %  |

En 2018, la population âgée de 15 à 64 ans s'élève à 486 personnes, parmi lesquelles on compte 80,6 % d'actifs (71,3 % ayant un emploi et 9,3 % de chômeurs) et 19,4 % d'inactifs,. Depuis 2008, le taux de chômage communal (au sens du recensement) des 15-64 ans est supérieur à celui du département, mais inférieur à celui de la France.
La commune fait partie de la couronne de l'aire d'attraction d'Auch, du fait qu'au moins 15 % des actifs travaillent dans le pôle,. Elle compte 297 emplois en 2018, contre 337 en 2013 et 283 en 2008. Le nombre d'actifs ayant un emploi résidant dans la commune est de 370, soit un indicateur de concentration d'emploi de 80,3 % et un taux d'activité parmi les 15 ans ou plus de 47,8 %.
Sur ces 370 actifs de 15 ans ou plus ayant un emploi, 135 travaillent dans la commune, soit 37 % des habitants. Pour se rendre au travail, 80,4 % des habitants utilisent un véhicule personnel ou de fonction à quatre roues, 0,5 % les transports en commun, 8 % s'y rendent en deux-roues, à vélo ou à pied et 11,1 % n'ont pas besoin de transport (travail au domicile).

### Activités hors agriculture

#### Secteurs d'activités
93 établissements sont implantés  à Castéra-Verduzan au 31 décembre 2019. Le tableau ci-dessous en détaille le nombre par secteur d'activité et compare les ratios avec ceux du département,.
| Secteur d'activité                                                                                        | Commune | Commune | Département |
| Secteur d'activité                                                                                        | Nombre  | %       | %           |
| --- | ------- | ------- | ----------- |
| Ensemble                                                                                                  | 93      |         |             |
| Industrie manufacturière, industries extractives et autres                                                | 9       | 9,7 %   | (12,3 %)    |
| Construction                                                                                              | 8       | 8,6 %   | (14,6 %)    |
| Commerce de gros et de détail, transports, hébergement et restauration                                    | 24      | 25,8 %  | (27,7 %)    |
| Activités financières et d'assurance                                                                      | 1       | 1,1 %   | (3,5 %)     |
| Activités immobilières                                                                                    | 8       | 8,6 %   | (5,2 %)     |
| Activités spécialisées, scientifiques et techniques et activités de services administratifs et de soutien | 13      | 14 %    | (14,4 %)    |
| Administration publique, enseignement, santé humaine et action sociale                                    | 14      | 15,1 %  | (12,3 %)    |
| Autres activités de services                                                                              | 16      | 17,2 %  | (8,3 %)     |

Le secteur du commerce de gros et de détail, des transports, de l'hébergement et de la restauration est prépondérant sur la commune puisqu'il représente 25,8 % du nombre total d'établissements de la commune (24 sur les 93 entreprises implantées  à Castéra-Verduzan), contre 27,7 % au niveau départemental.

#### Entreprises et commerces
Les cinq entreprises ayant leur siège social sur le territoire communal qui génèrent le plus de chiffre d'affaires en 2022 sont : 
- Societe D'exploitation Du Casino De Castera Verduzan - Seccv, organisation de jeux de hasard et d'argent (1 662 k€)
- Société des Laboratoires ODOST (5 800 K€)
- Numarima, supermarchés (1 276 k€)
- DFL Elec - SAS, travaux d'installation électrique dans tous locaux (172 k€)
- Mti Agro, conseil pour les affaires et autres conseils de gestion (137 k€)
- L'eredesbordes, terrains de camping et parcs pour caravanes ou véhicules de loisirs (63 k€)

### Agriculture
La commune est dans le Ténarèze, une petite région agricole occupant le centre du département du Gers, faisant transition entre lʼAstarac “pyrénéen”, dont elle est originaire et dont elle prolonge et atténue le modelé, et la Gascogne garonnaise dont elle annonce le paysage. En 2020, l'orientation technico-économique de l'agriculture  sur la commune est la polyculture et/ou le polyélevage.
|               | 1988  | 2000  | 2010  | 2020  |
| ------------- | ----- | ----- | ----- | ----- |
| Exploitations | 39    | 27    | 22    | 21    |
| SAU (ha)      | 1 441 | 1 312 | 1 345 | 1 241 |

Le nombre d'exploitations agricoles en activité et ayant leur siège dans la commune est passé de 39 lors du recensement agricole de 1988  à 27 en 2000 puis à 22 en 2010 et enfin à 21 en 2020, soit une baisse de 46 % en 32 ans. Le même mouvement est observé à l'échelle du département qui a perdu pendant cette période 51 % de ses exploitations,. La surface agricole utilisée sur la commune a également diminué, passant de 1 441 ha en 1988 à 1 241 ha en 2020. Parallèlement la surface agricole utilisée moyenne par exploitation a augmenté, passant de 37 à 59 ha.

## Culture locale et patrimoine

### Lieux et monuments
- Église Saint-Blaise de Castéra-Vieux à clocher-mur datant du XIIe – XIIIe siècle[47]. L'église est inscrite à l'inventaire des monuments historiques depuis 1927[48]. Le village de Castéra-Vieux est situé à un kilomètre au sud-est de Castéra-Verduzan. On note la présence d'une croix près de l’entrée est du village : c’est un vœu daté de 1775 « pour la cessation de la maladie des bestiaux ».

L'église Saint-Blaise de Castéra-Vieux
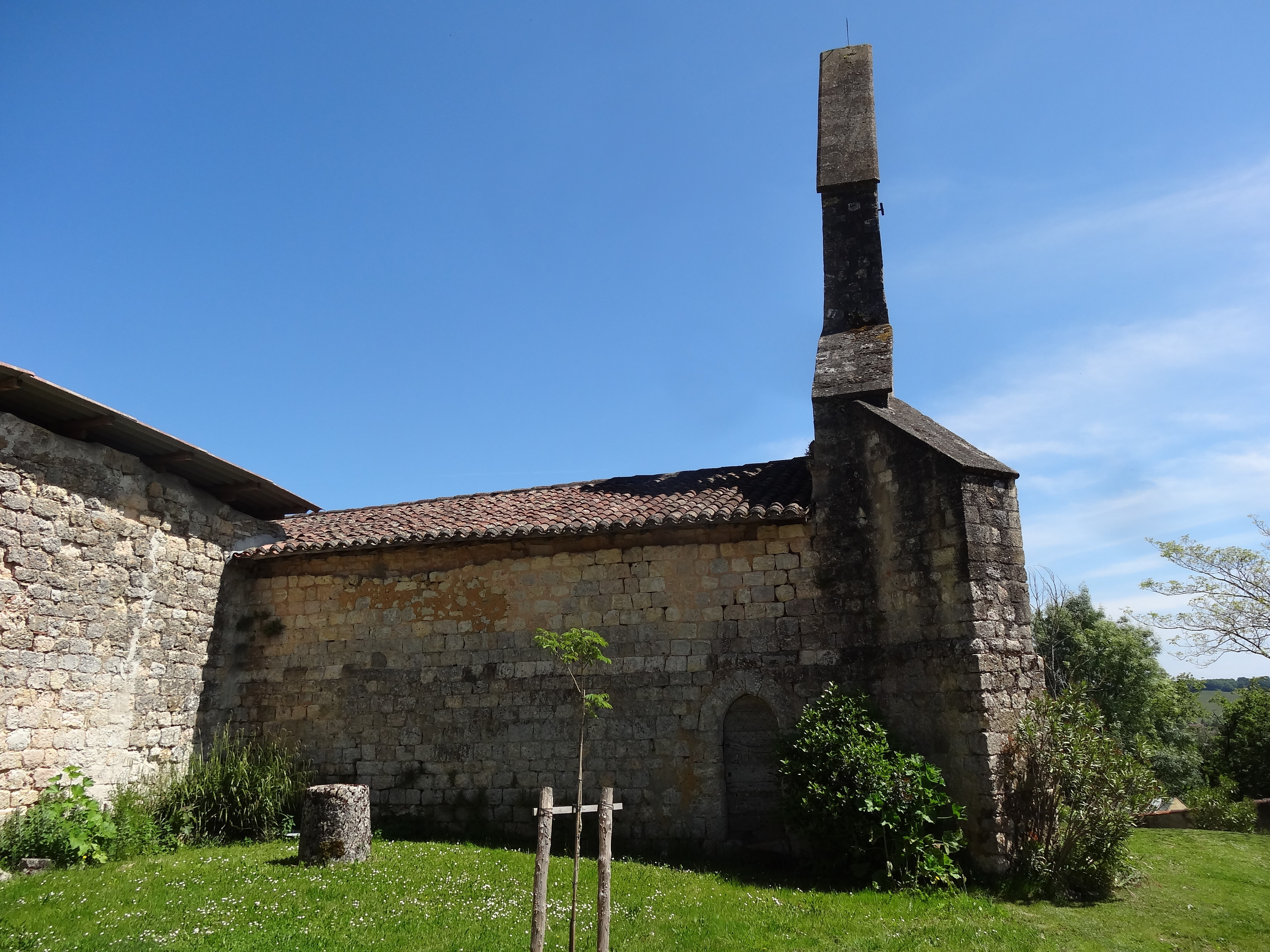
L’église.
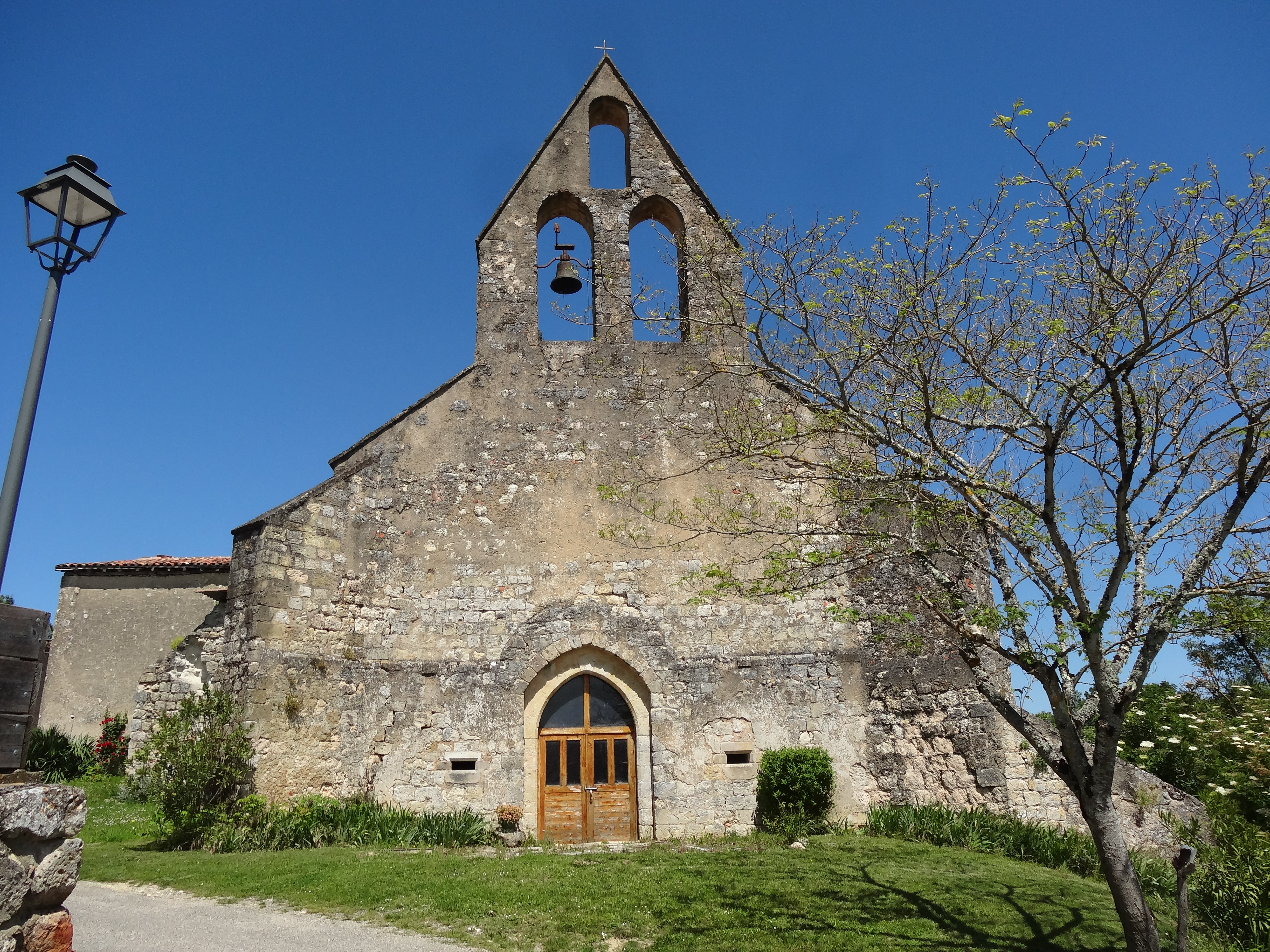
Le clocher-mur.
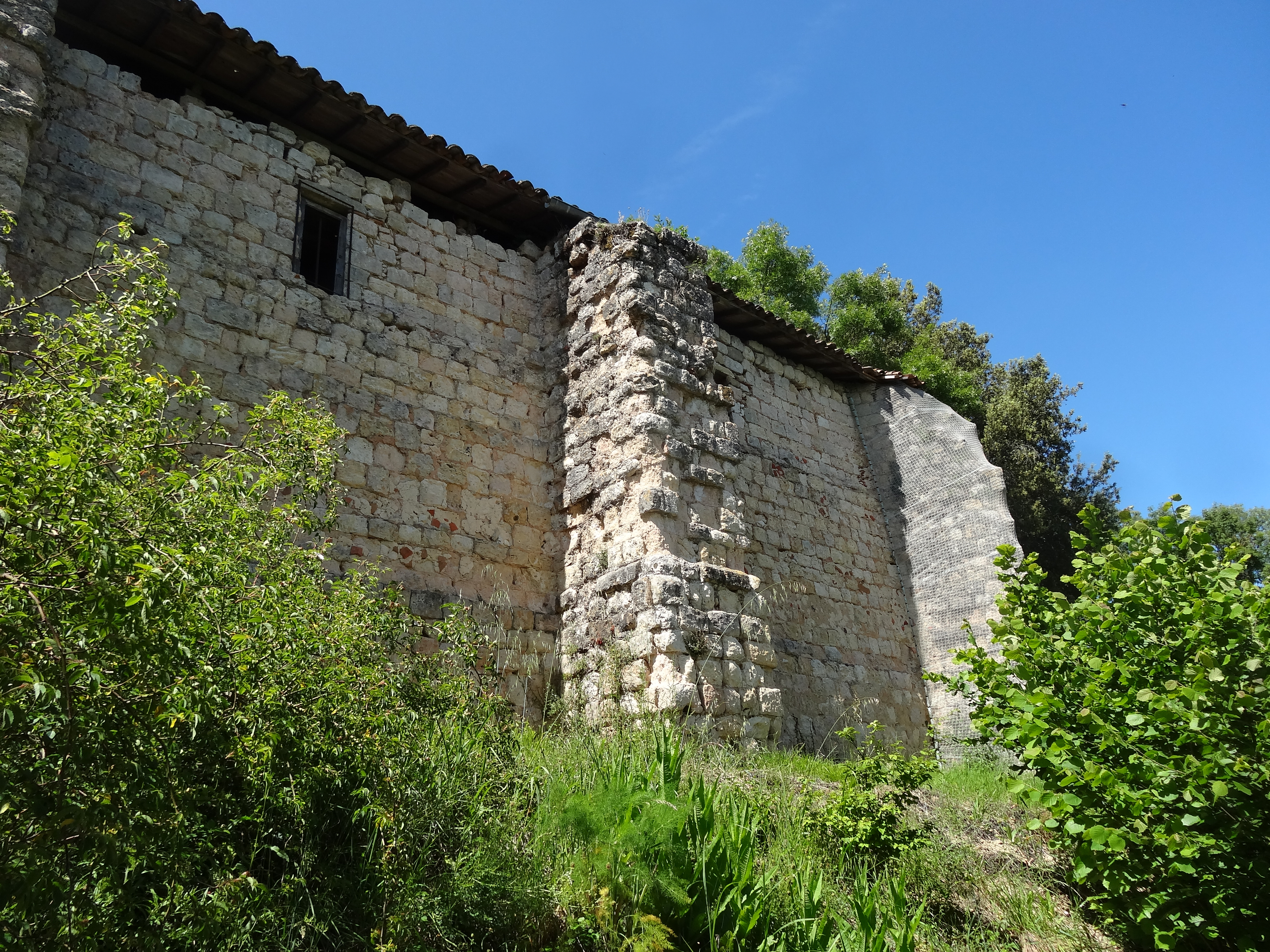
Mur avec contreforts.
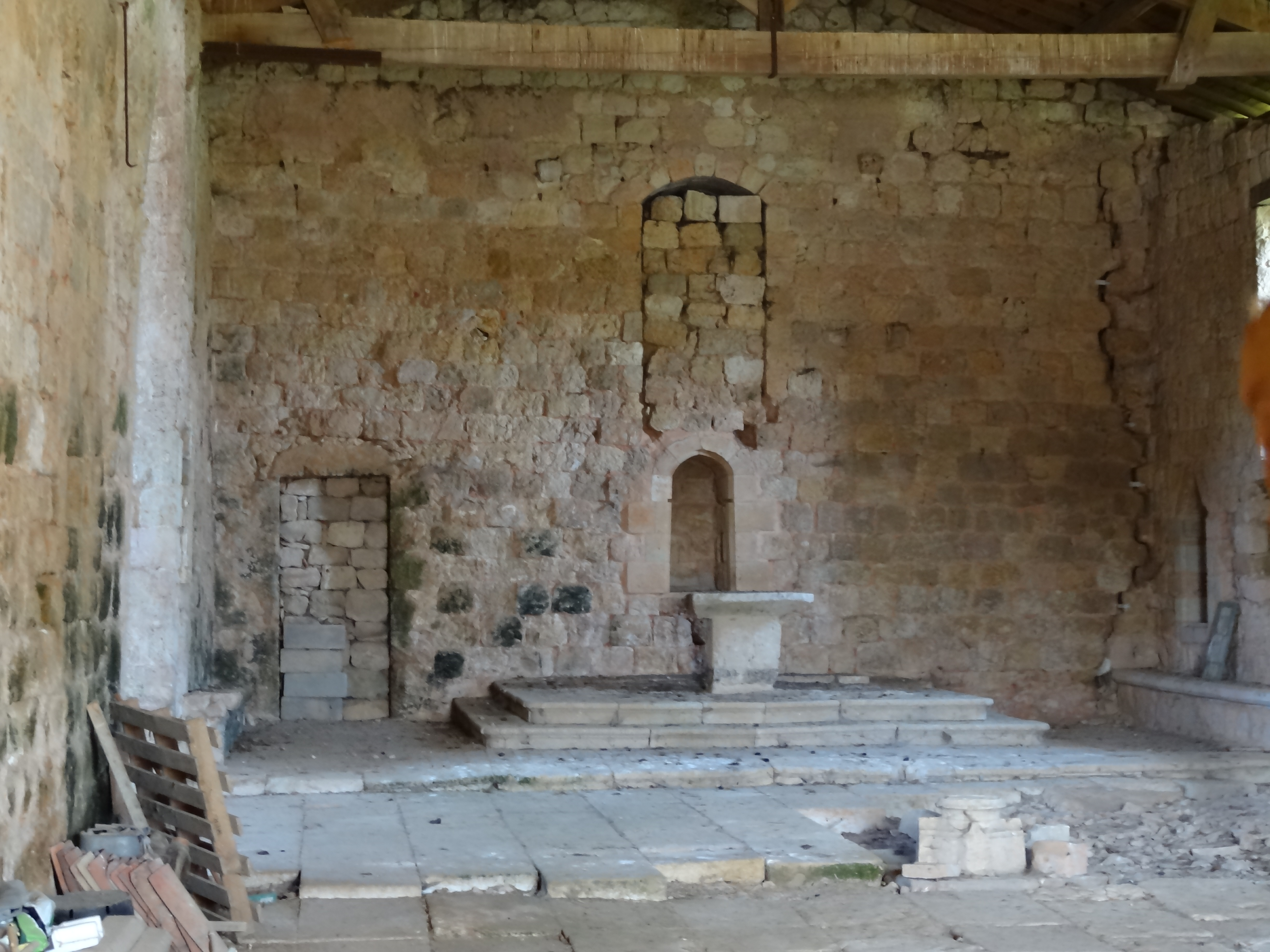
Intérieur en travaux en 2021.
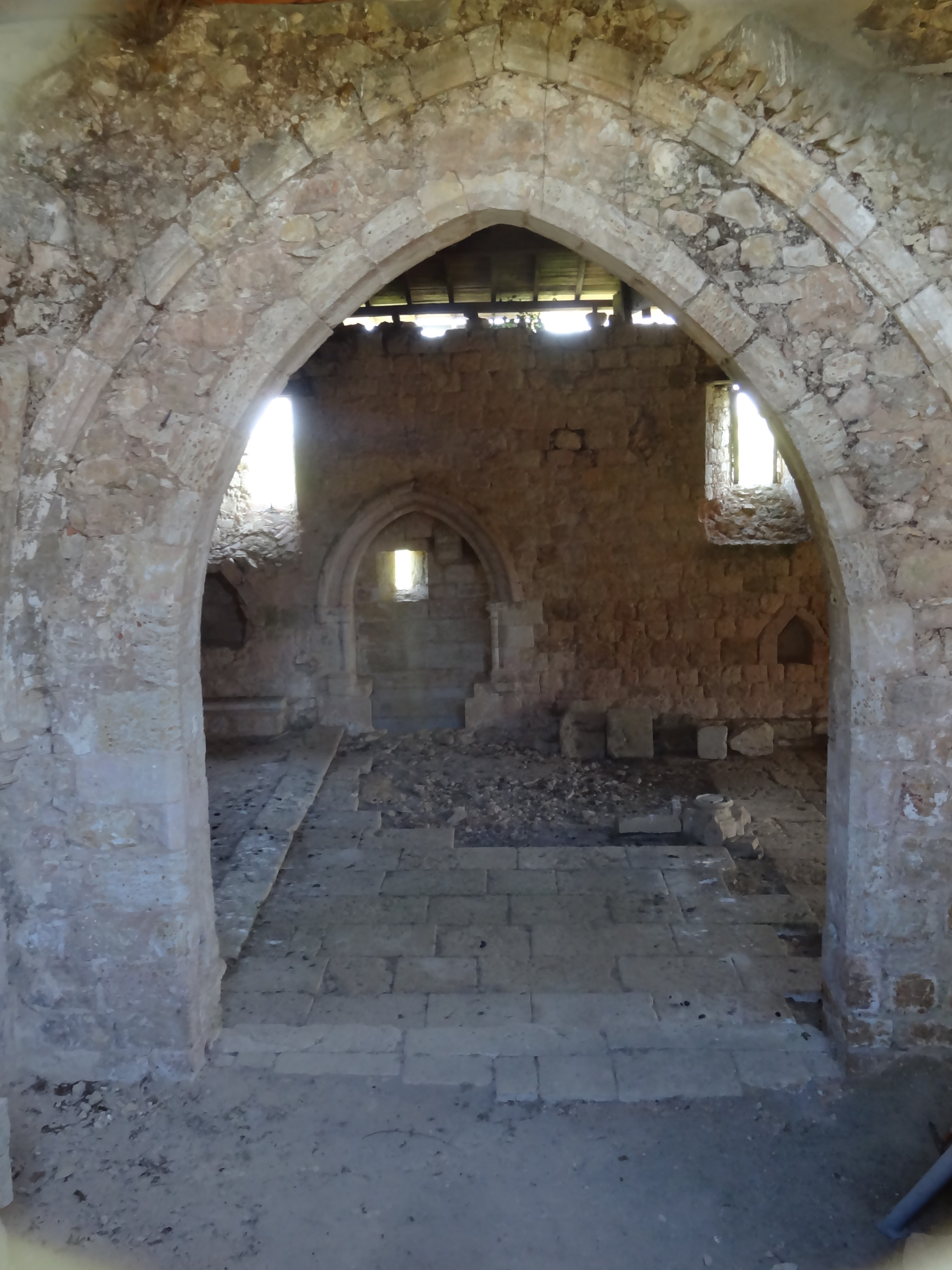
Autre aperçu de l’intérieur.
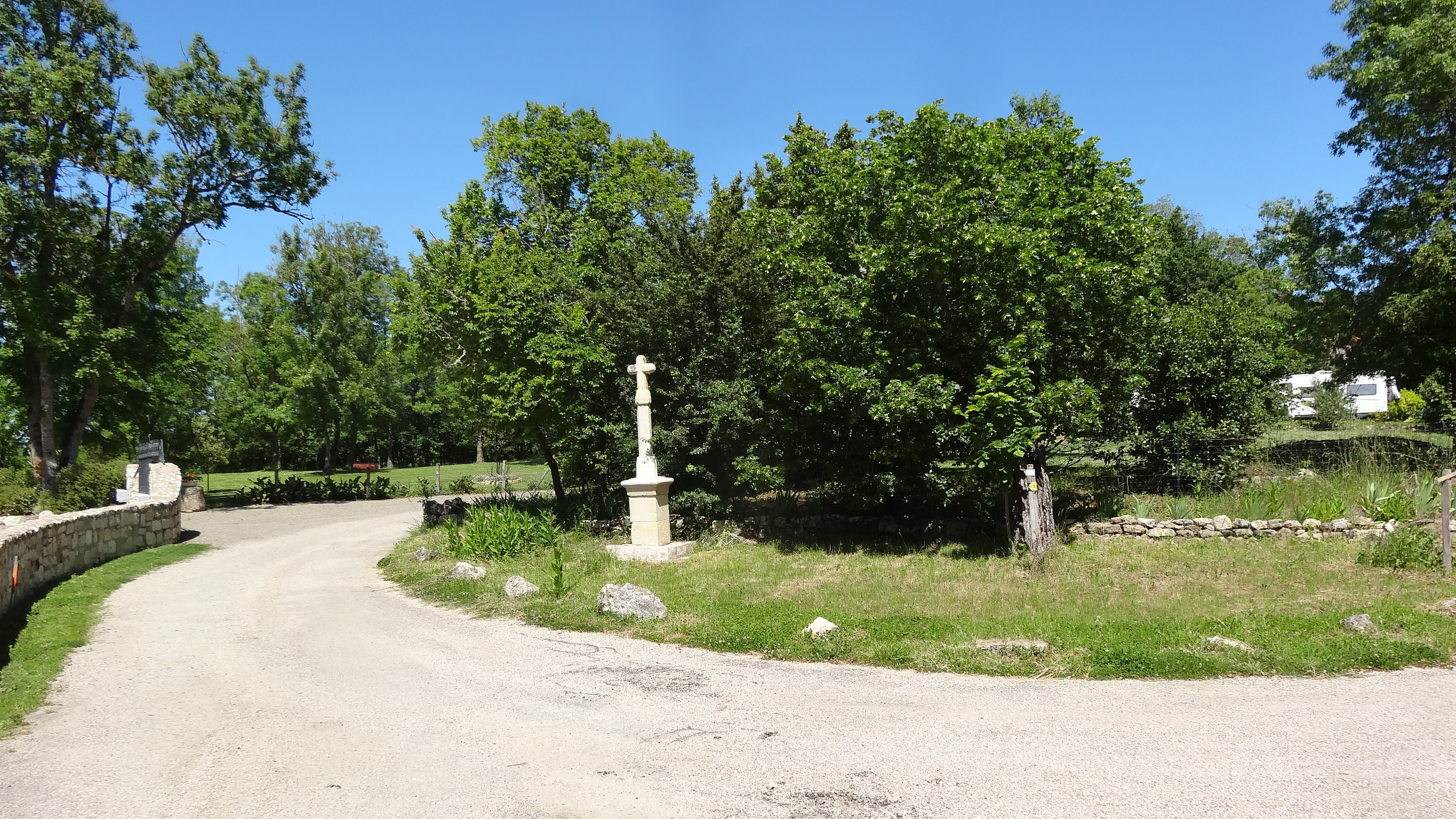
Croix.

- Église Saint-Blaise de Castéra-Verduzan de style néo-roman de 1824[27].

L'église Saint-Blaise de Castéra-Verduzan
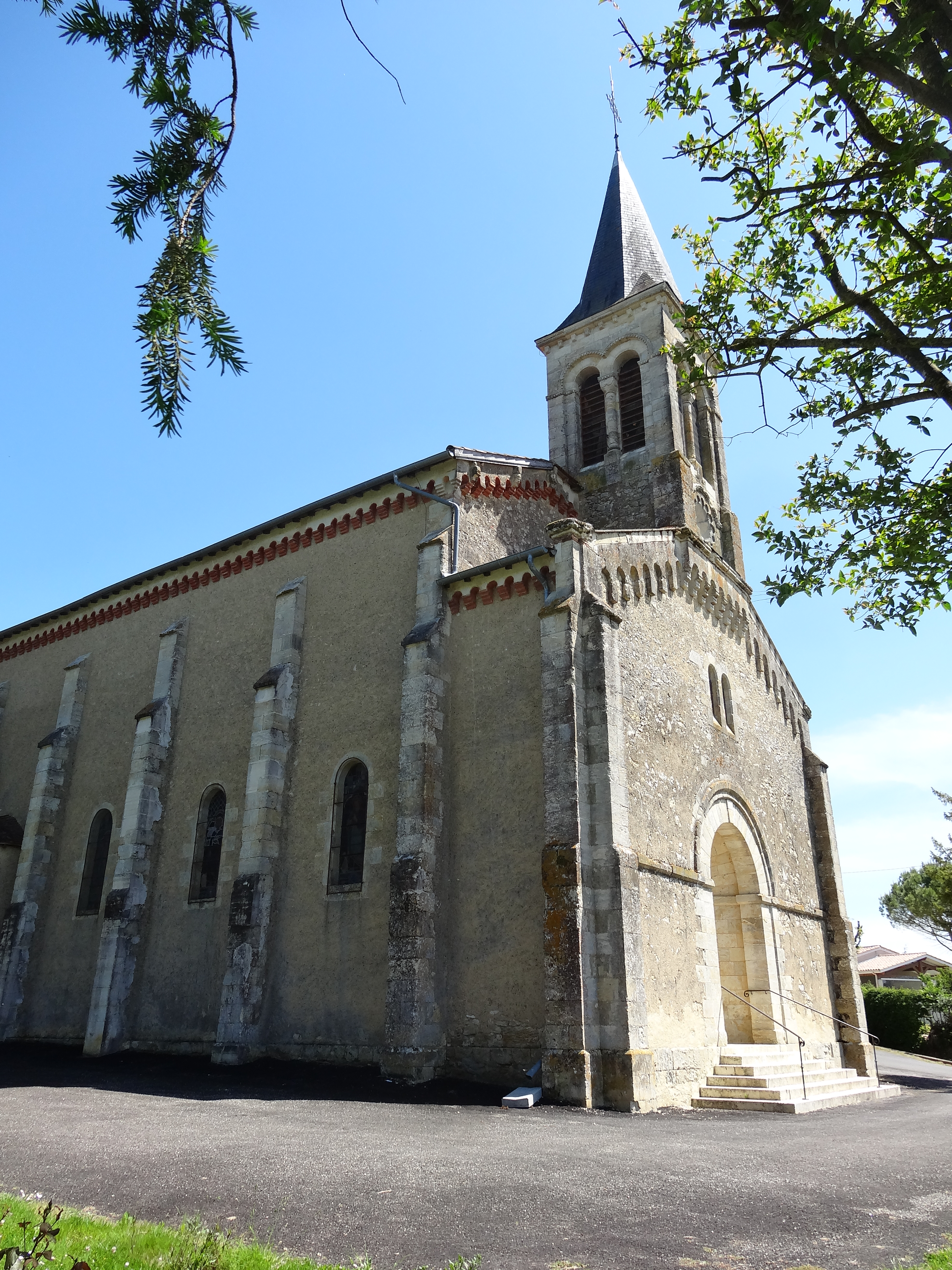
L’église.
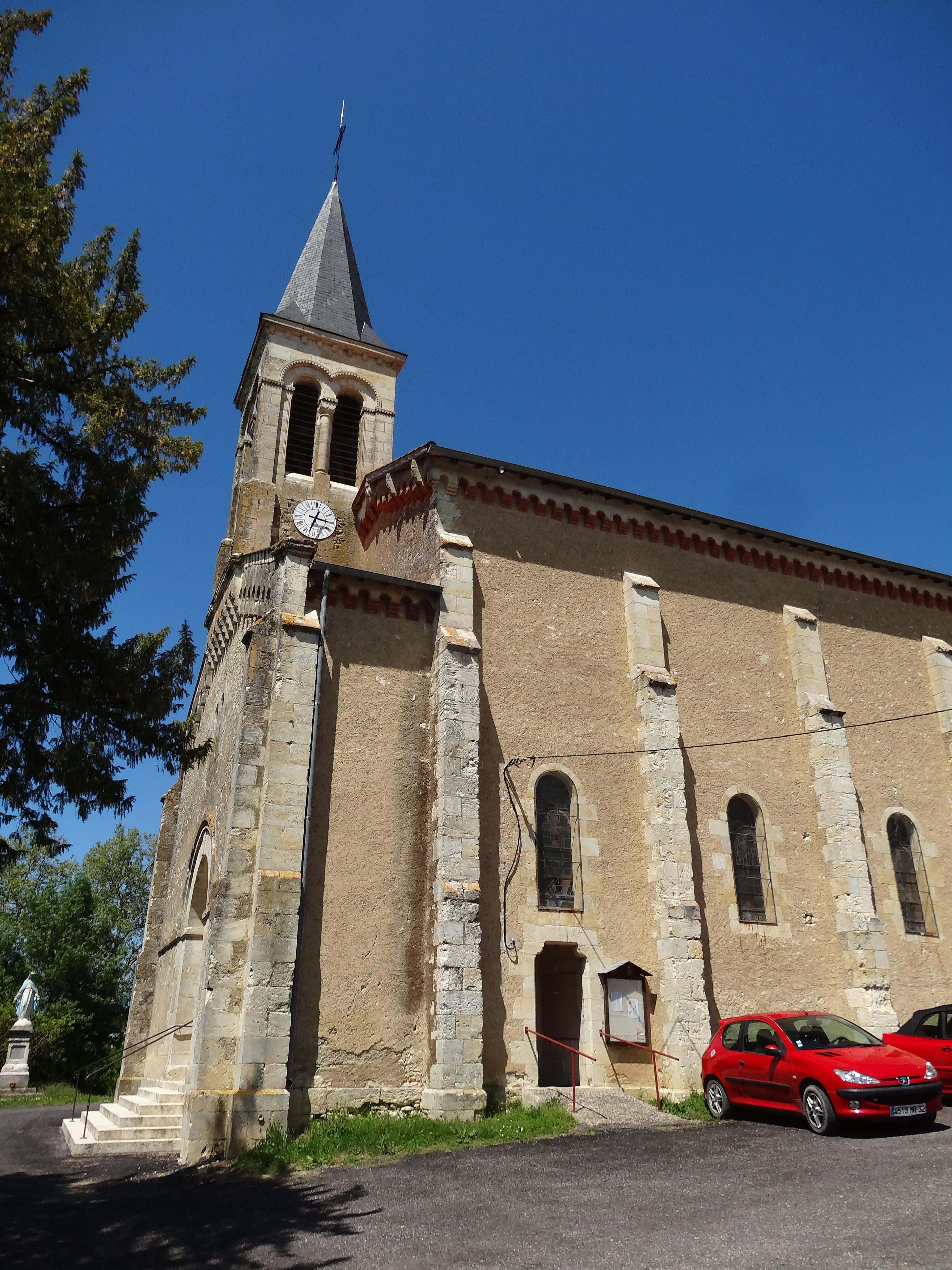
Autre vue de l’église.
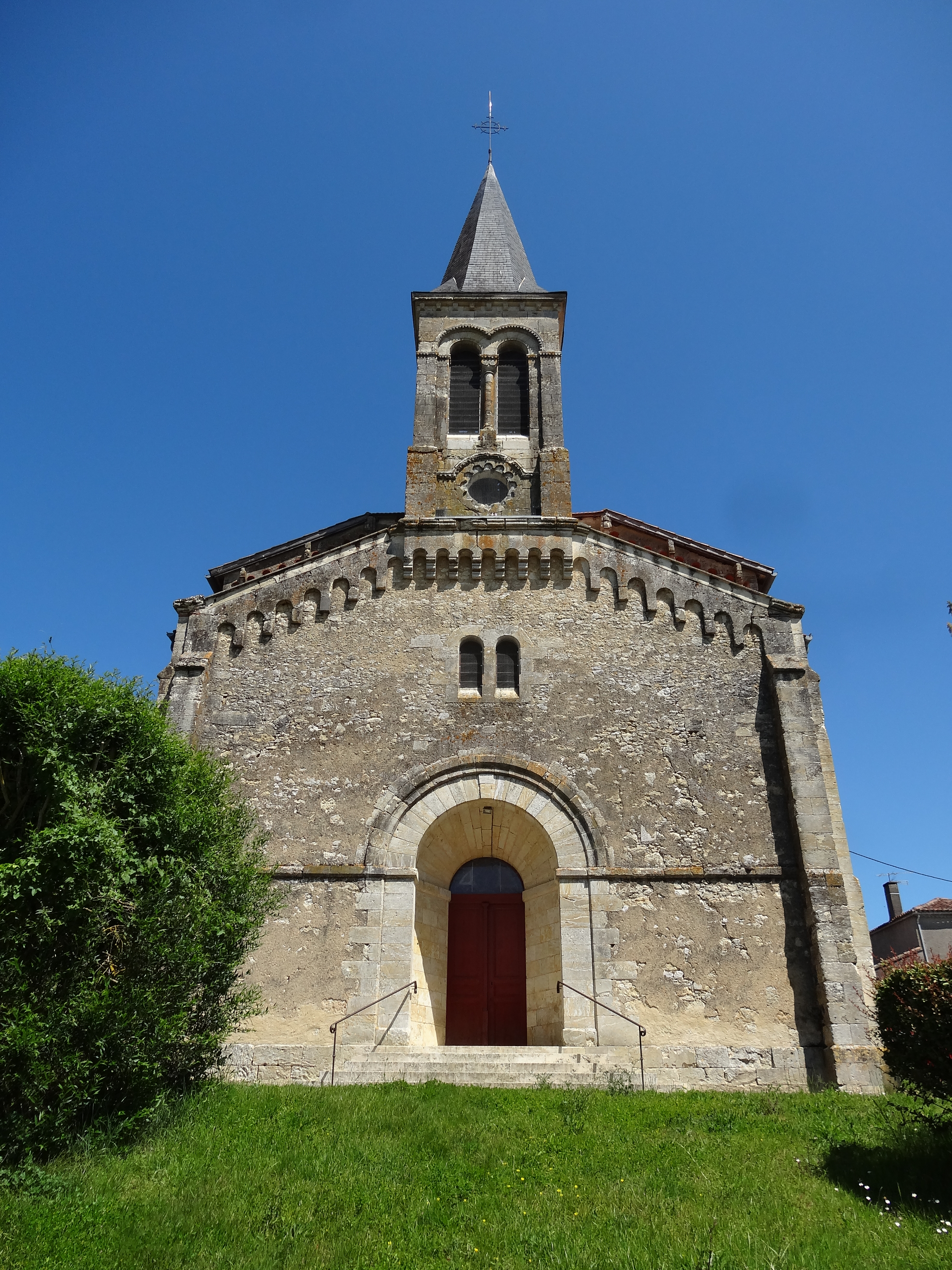
Le clocher-mur.
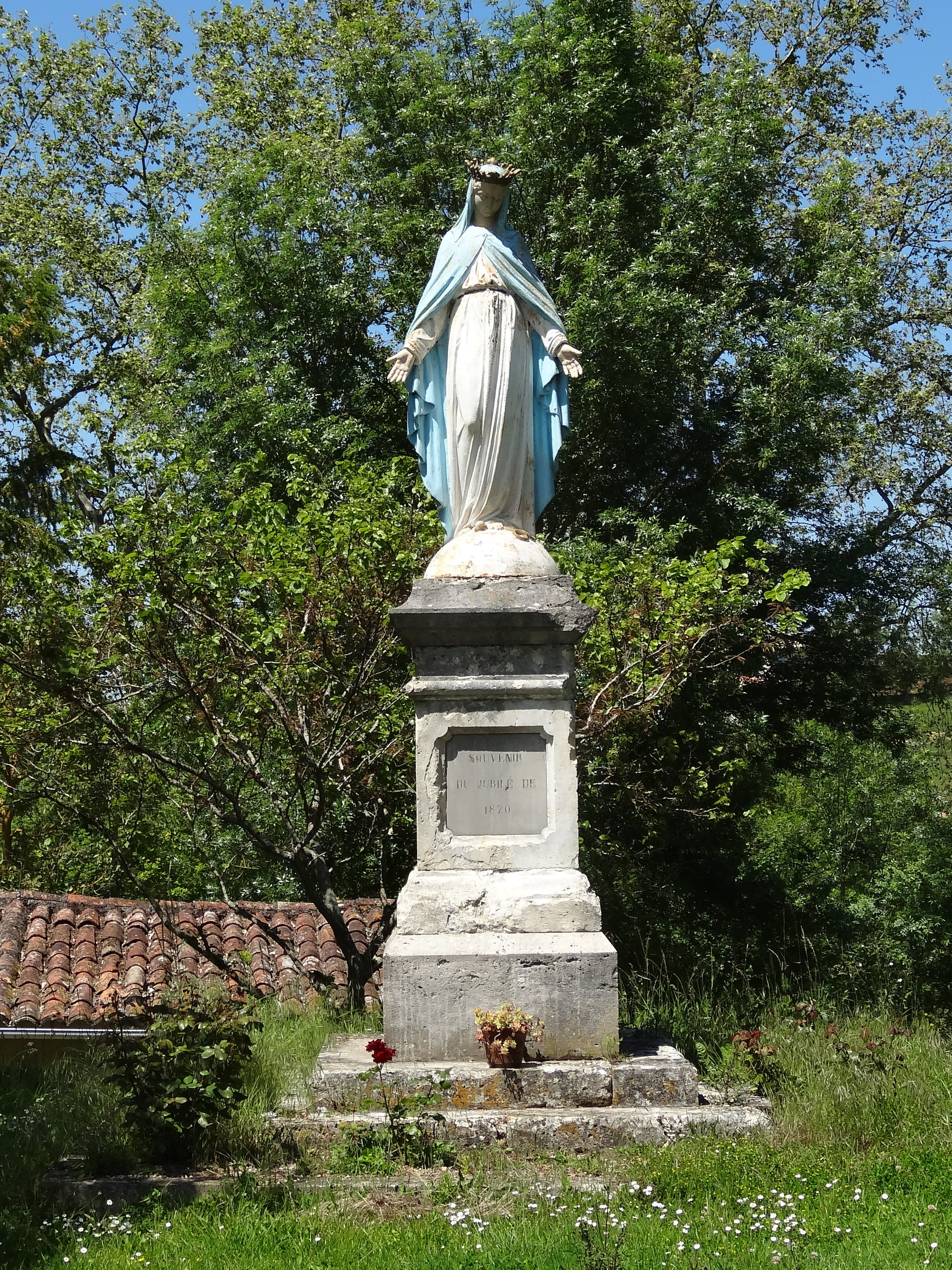
Statue de la Vierge Marie à proximité de l'église.
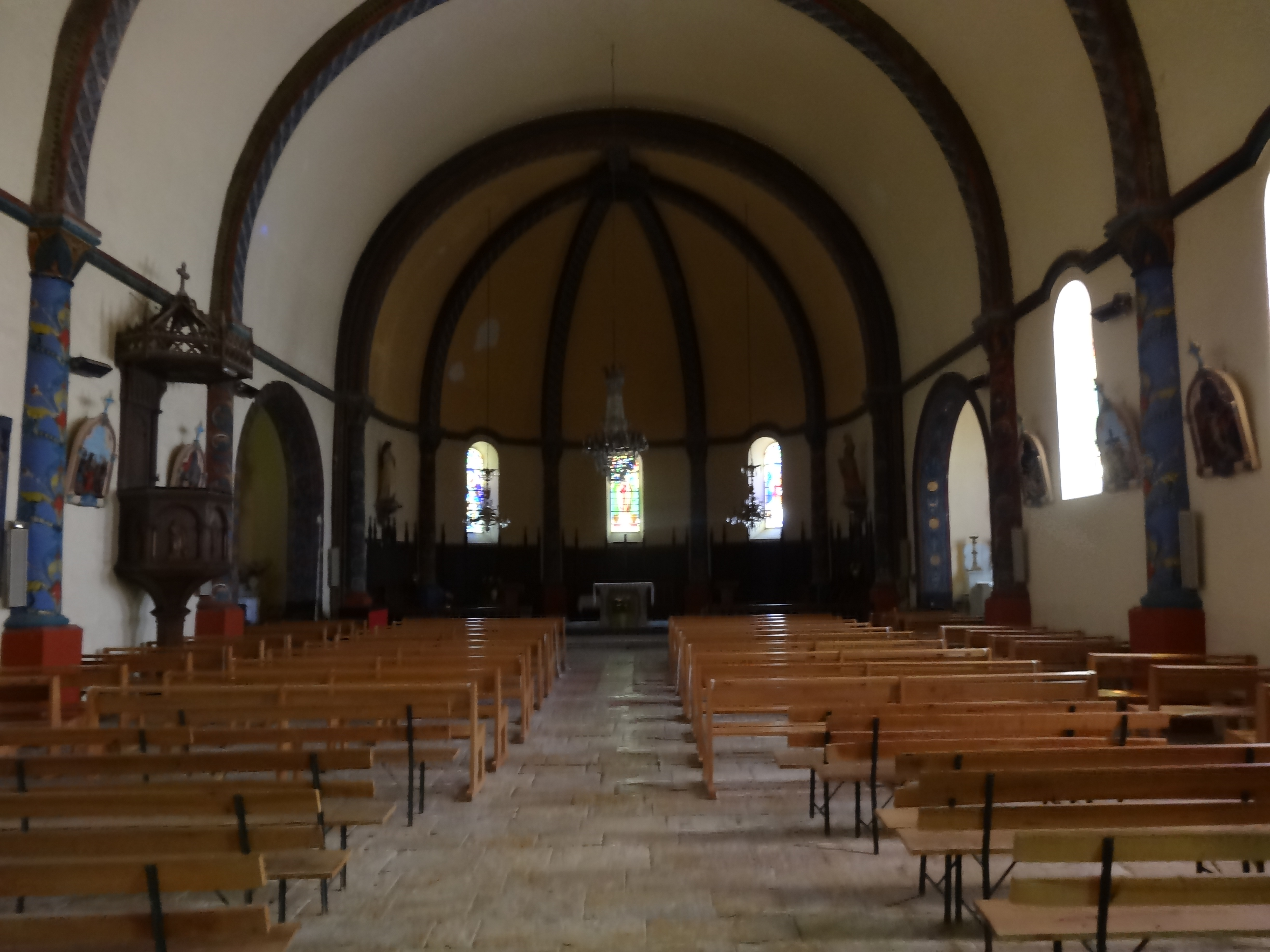
La nef et le chœur.
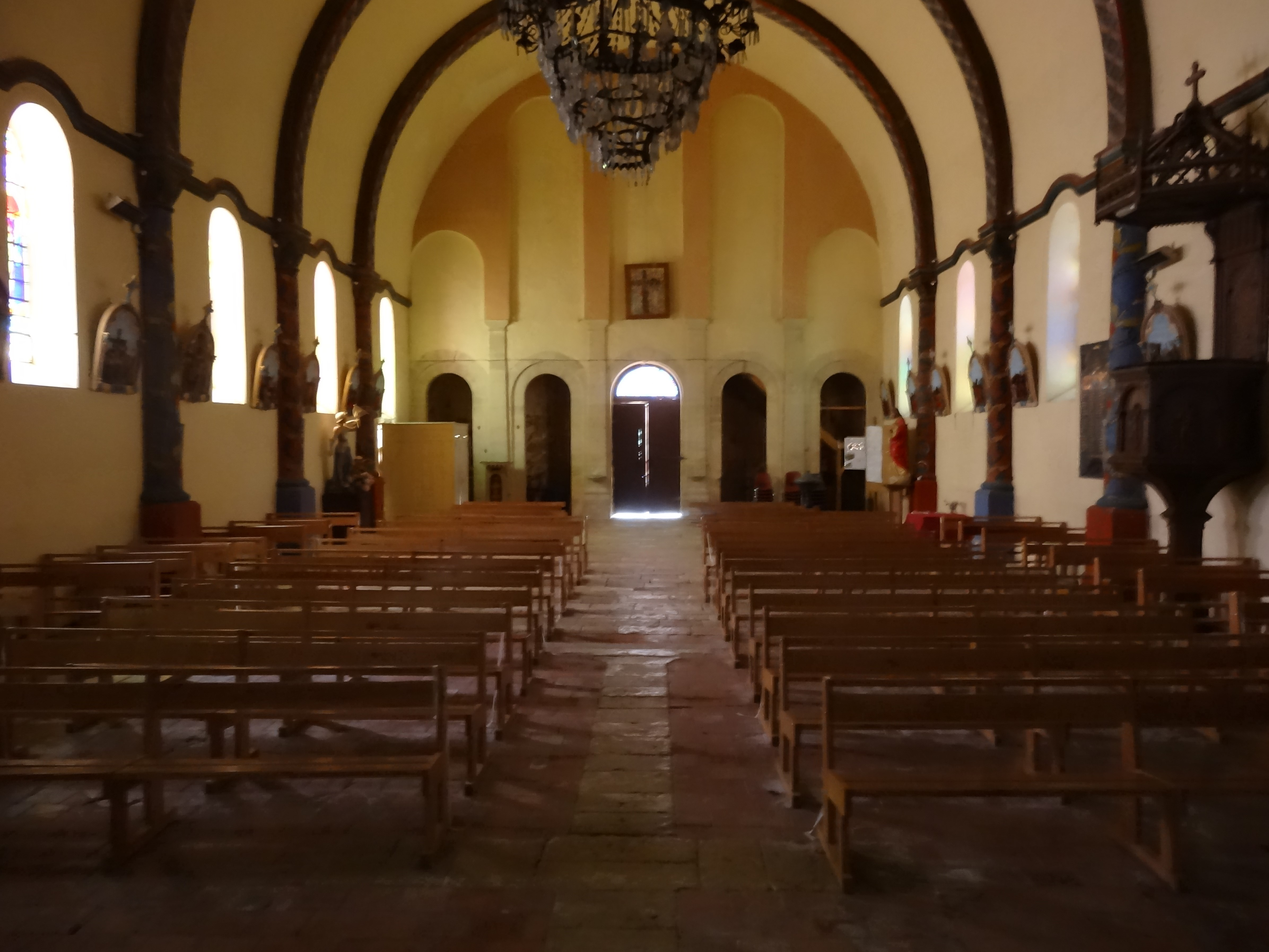
La nef.
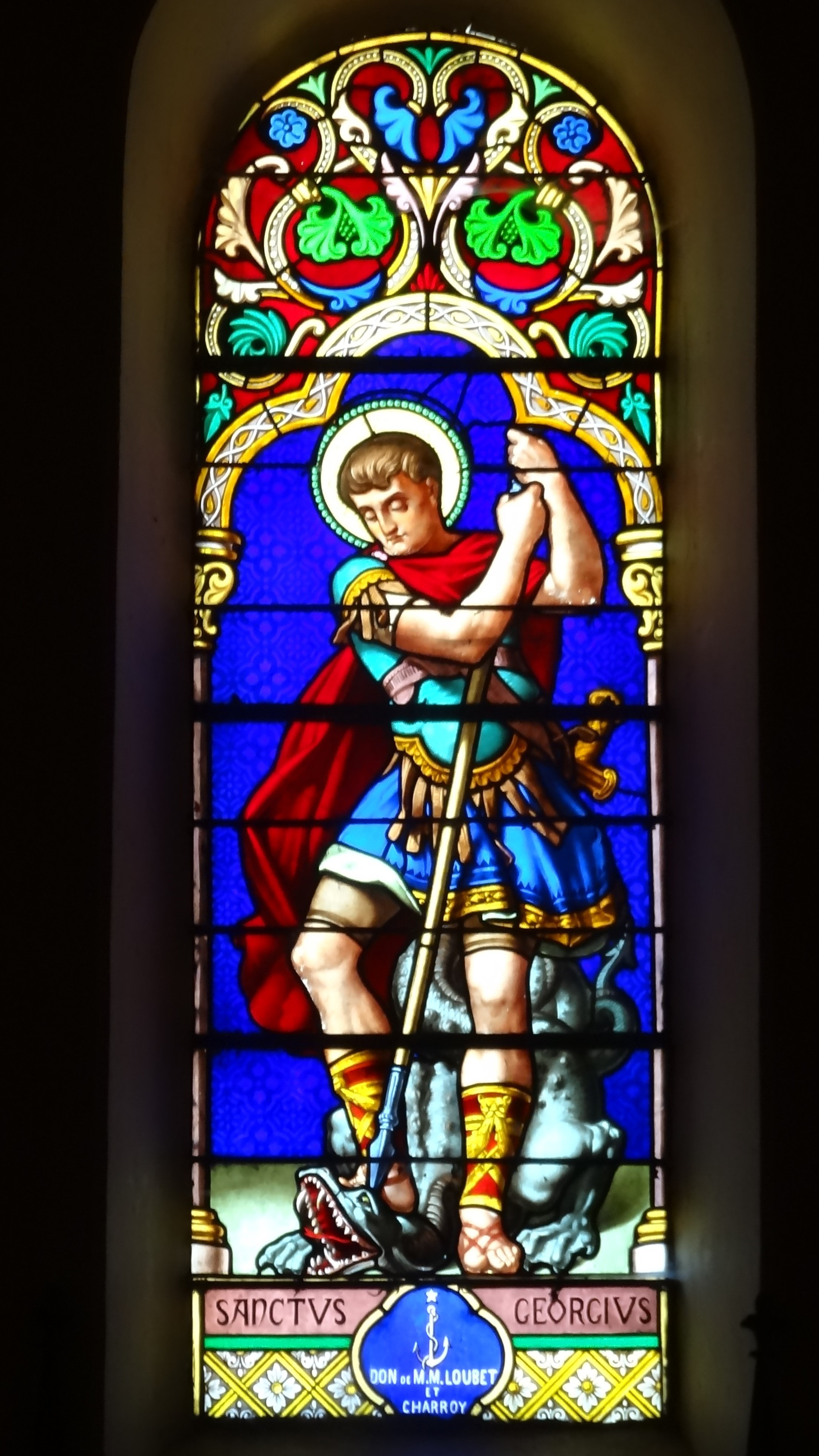
Vitrail.
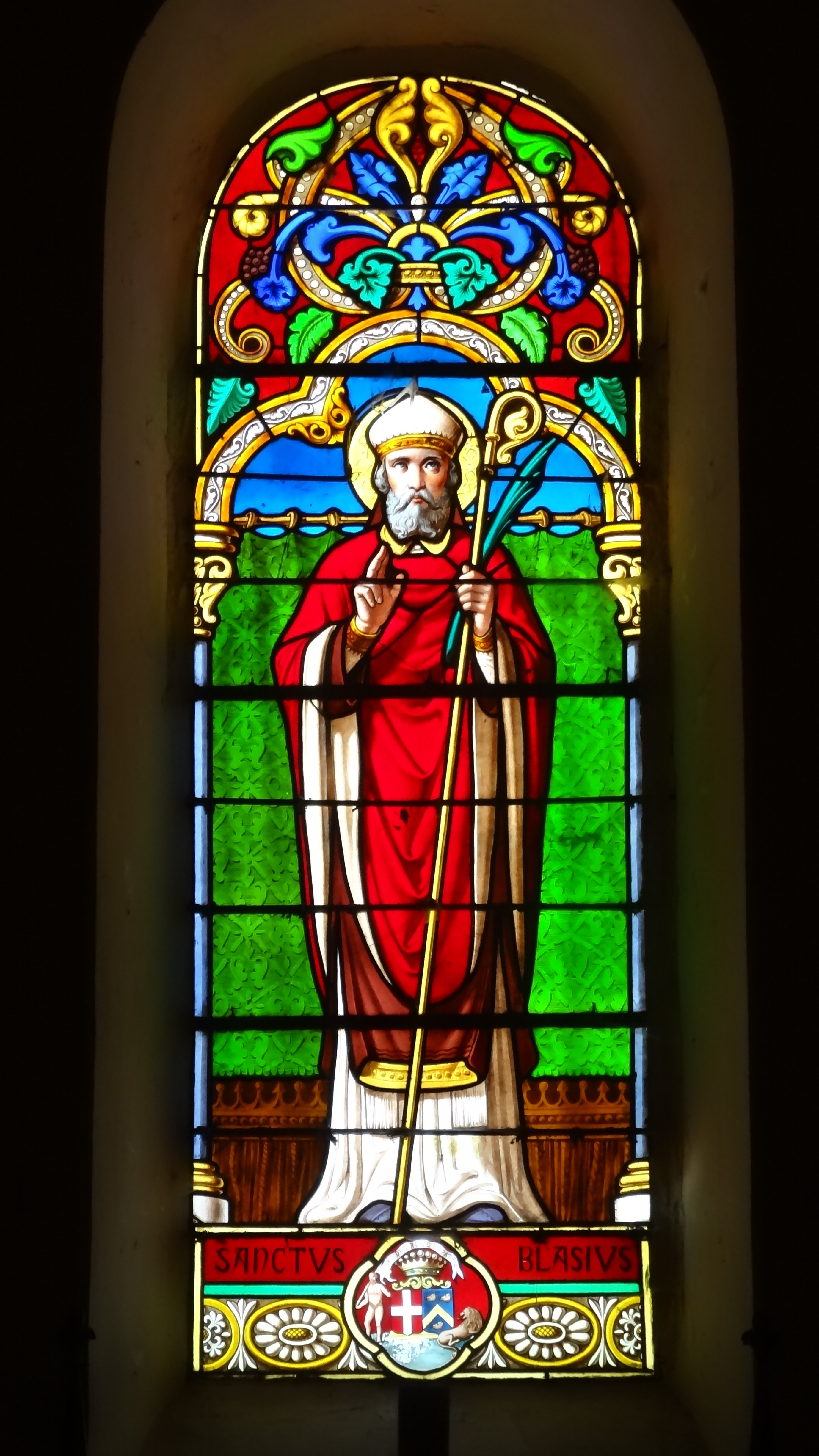
Vitrail.
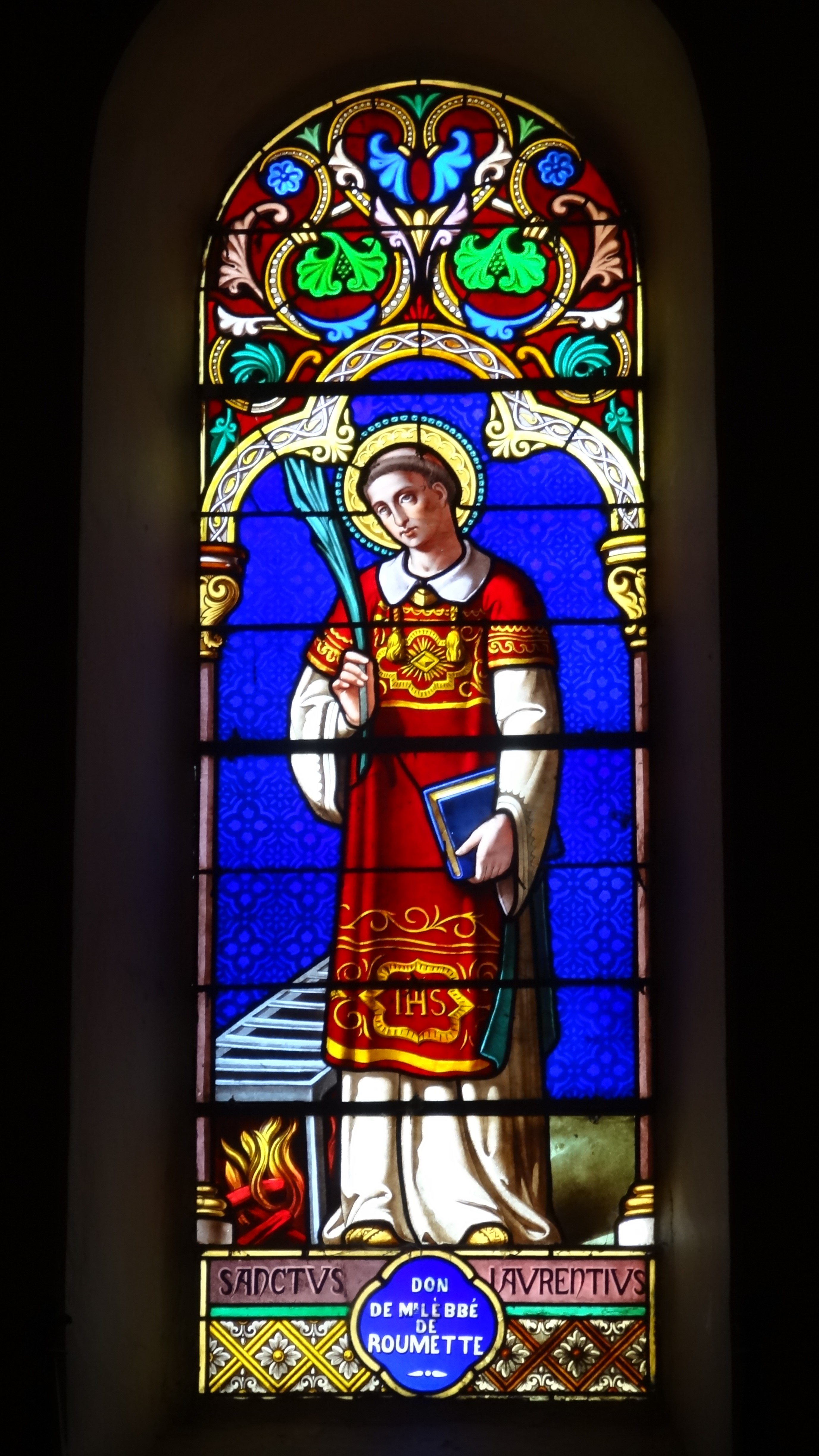
Vitrail.
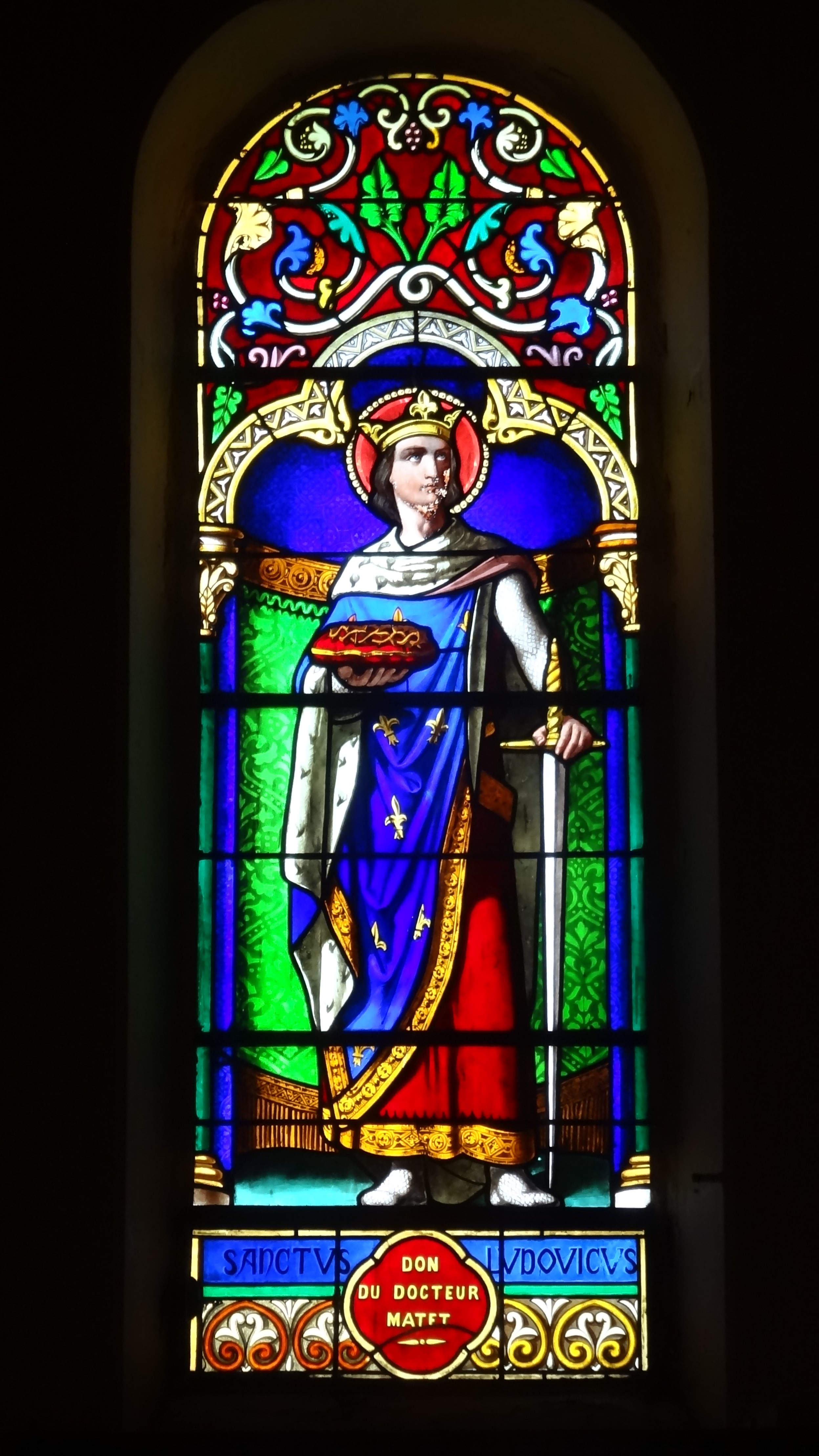
Vitrail.

- Établissement thermal : eaux sulfureuses chaudes à 23 °C et ferrugineuses froides. Les eaux sont plus particulièrement destinées pour le traitement des affections de la bouche et des maladies métaboliques.

L'établissement thermal
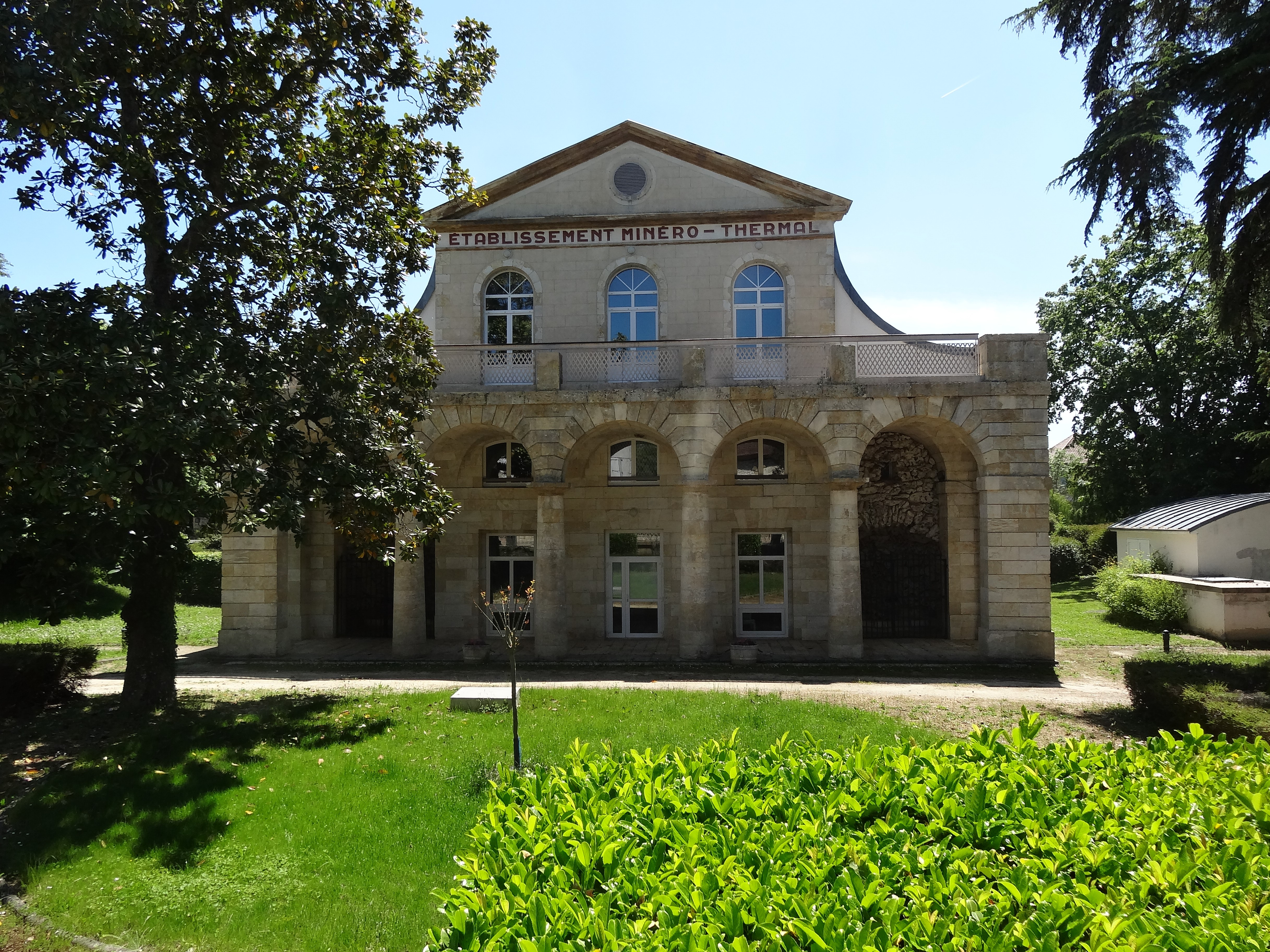
Le bâtiment.
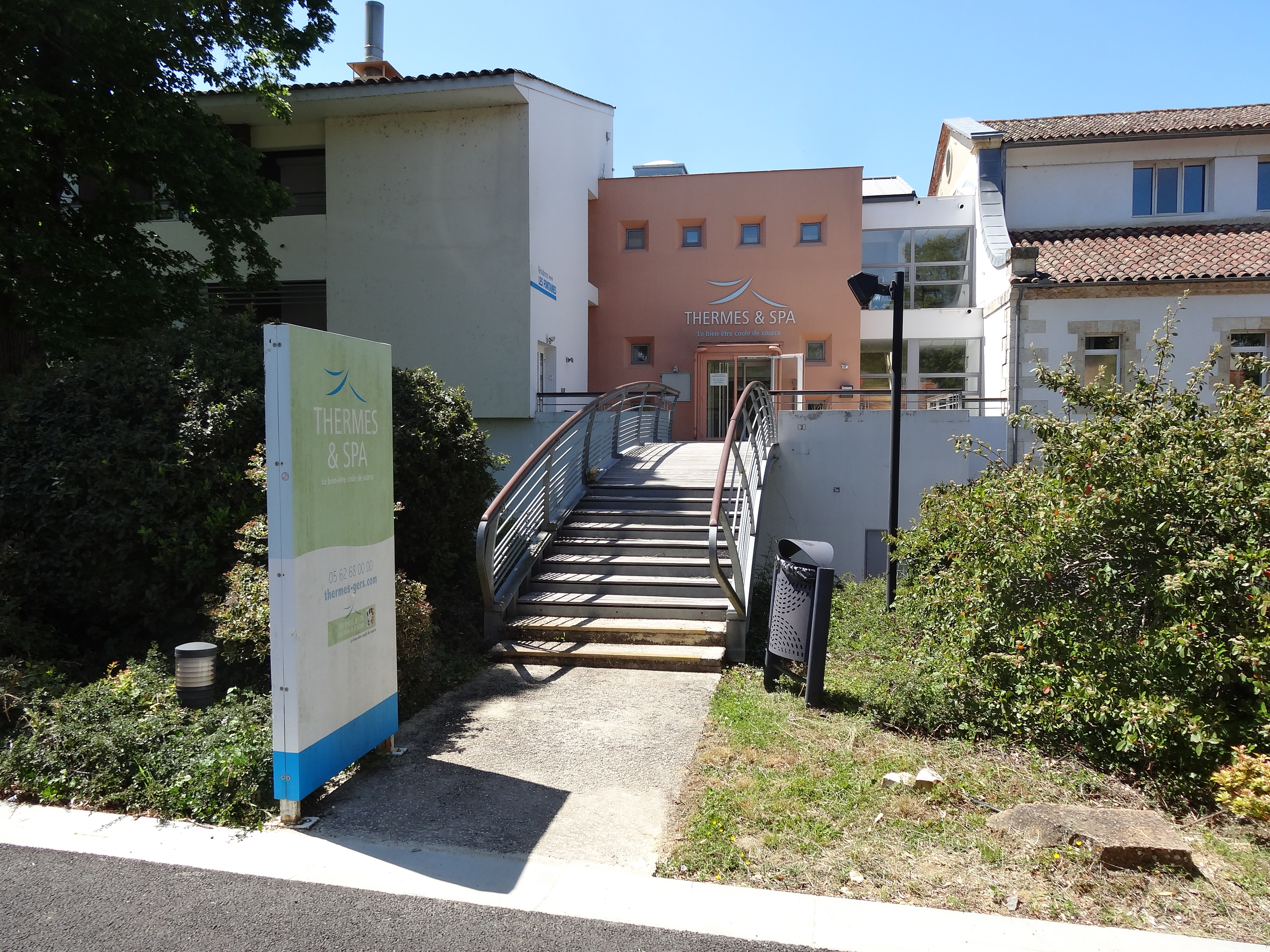
Thermes & Spa.
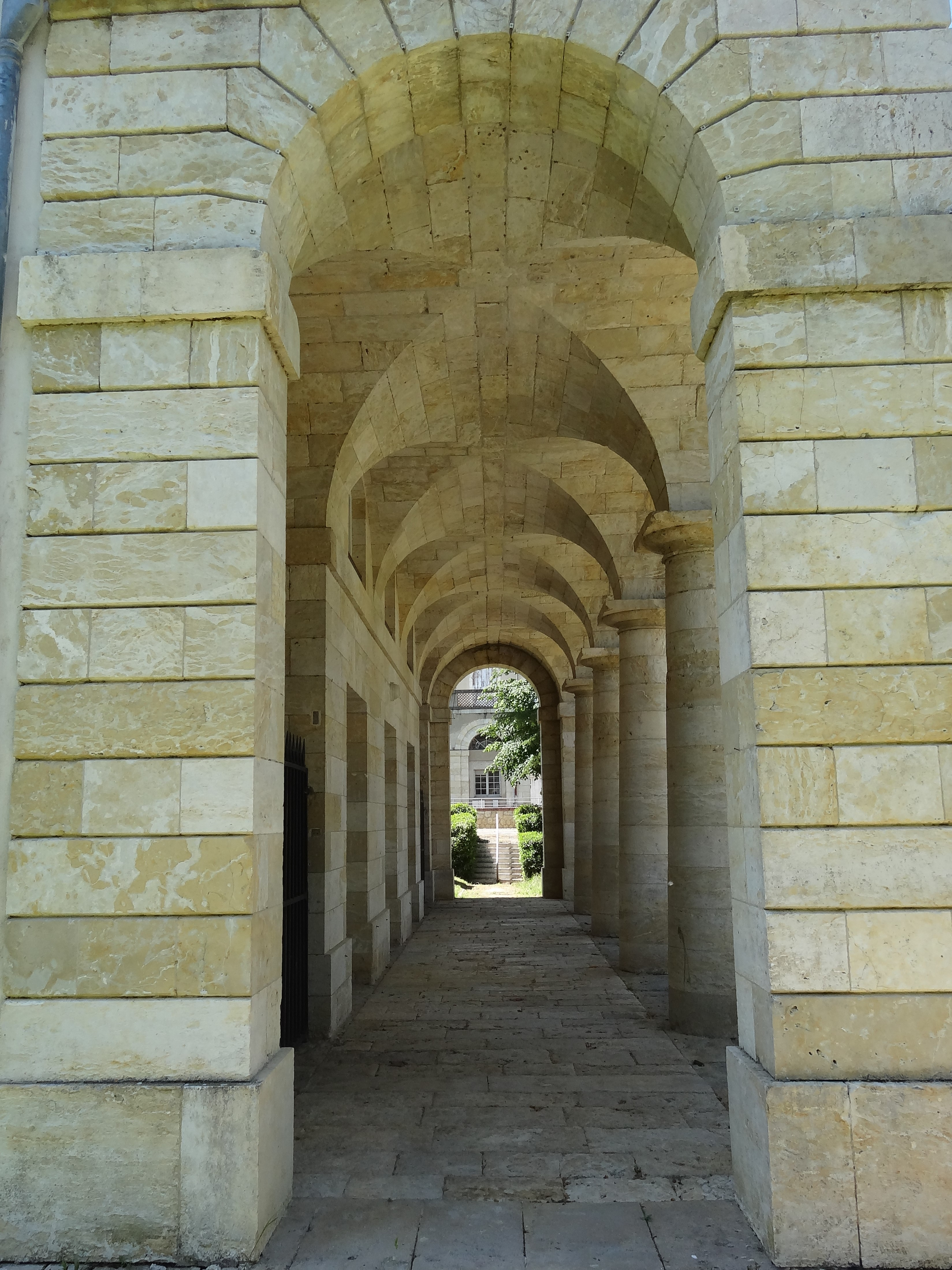
Arcades.
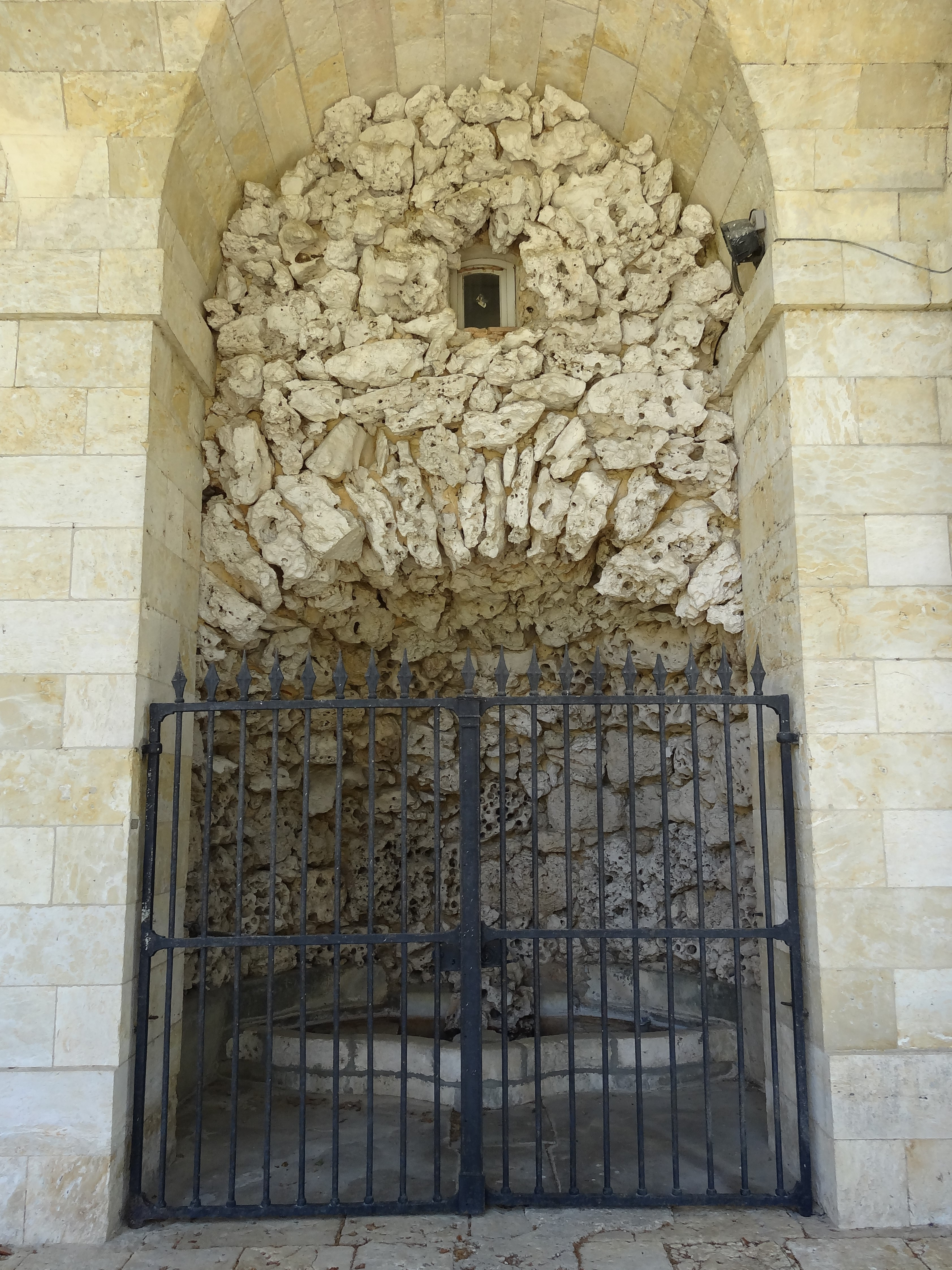
Éléments décoratifs.
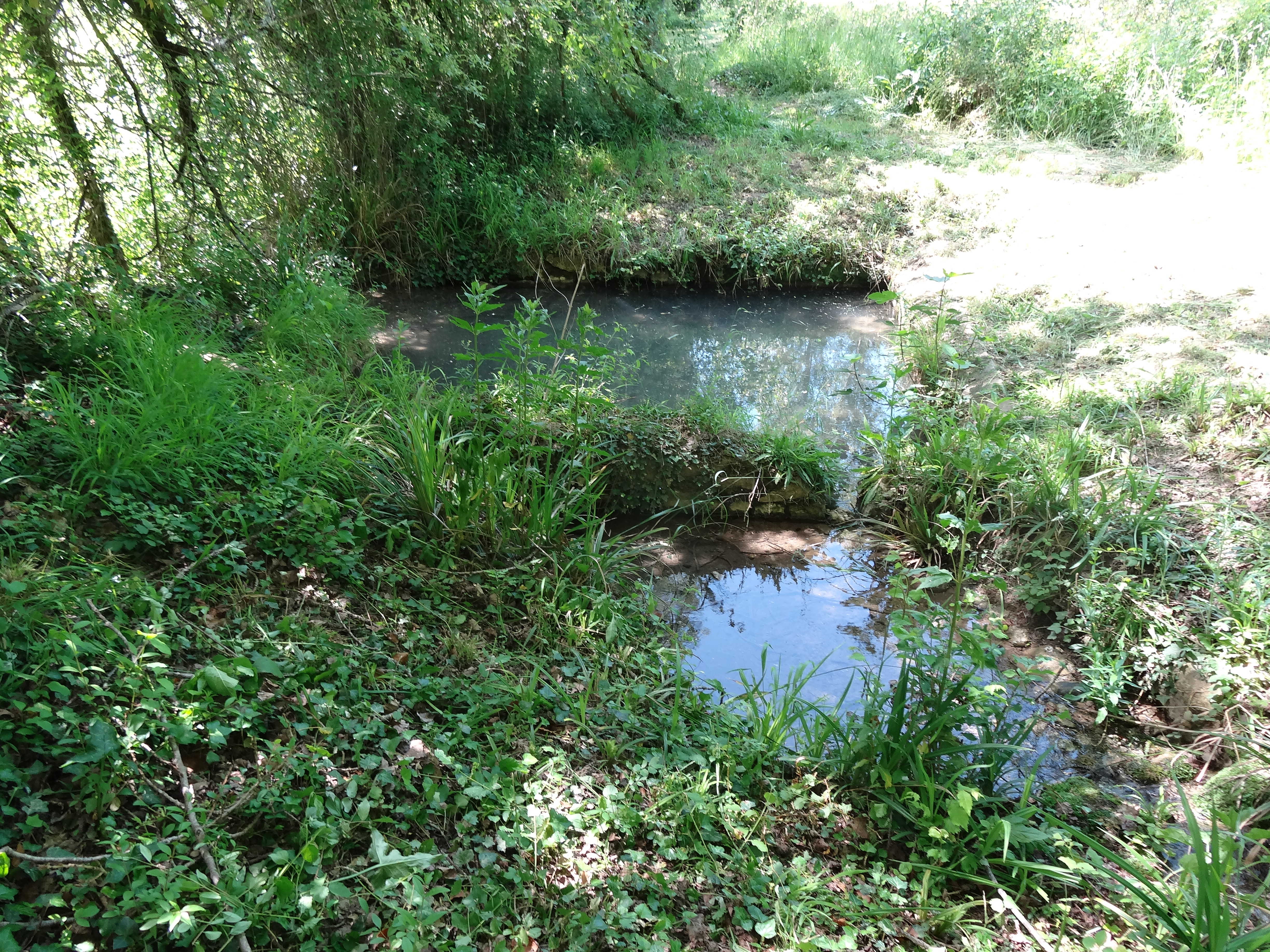
Vestiges de l'établissement gallo-romain.

- Casino, groupe Vikings Casinos.

Le casino
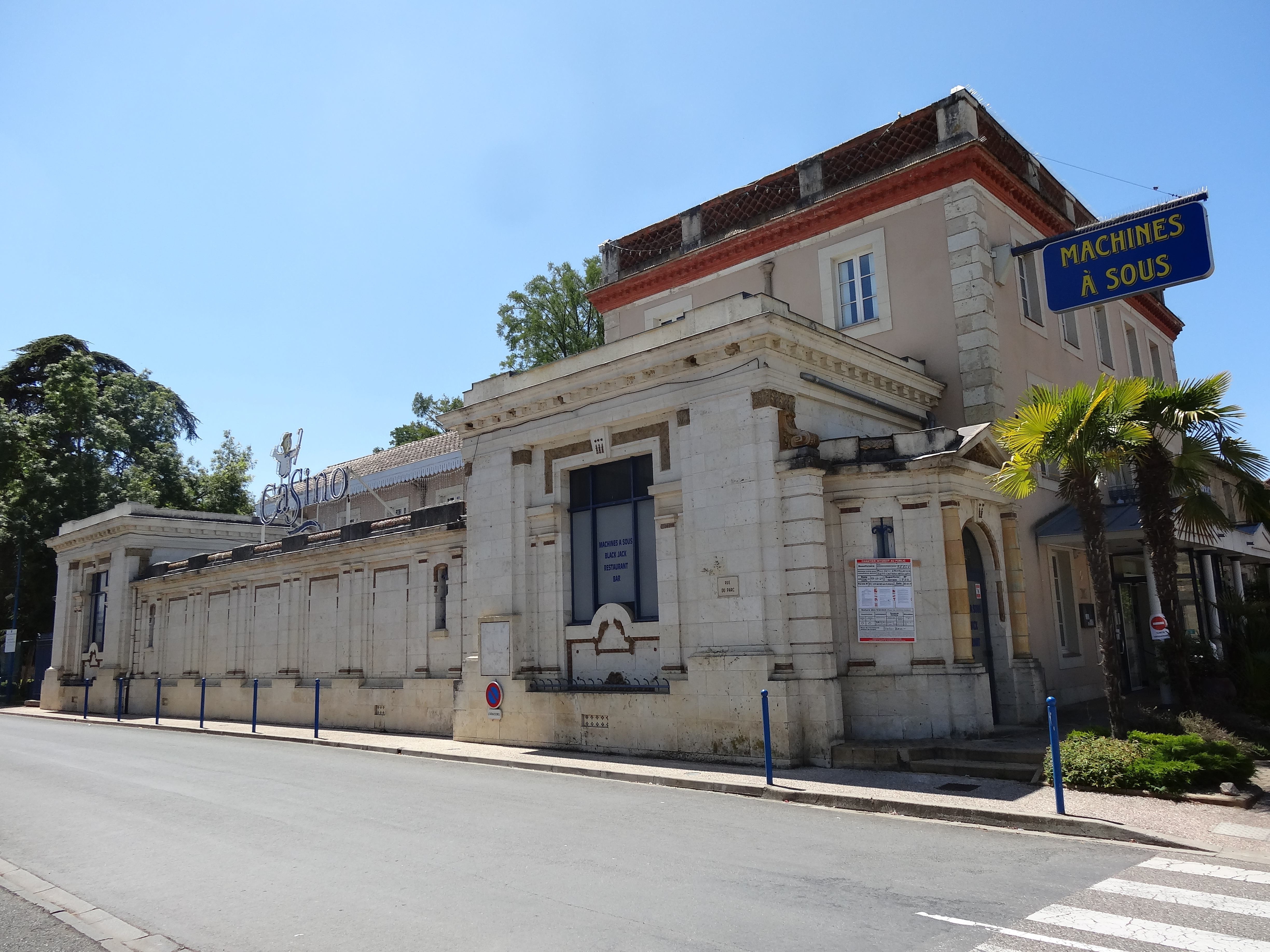
Le casino.
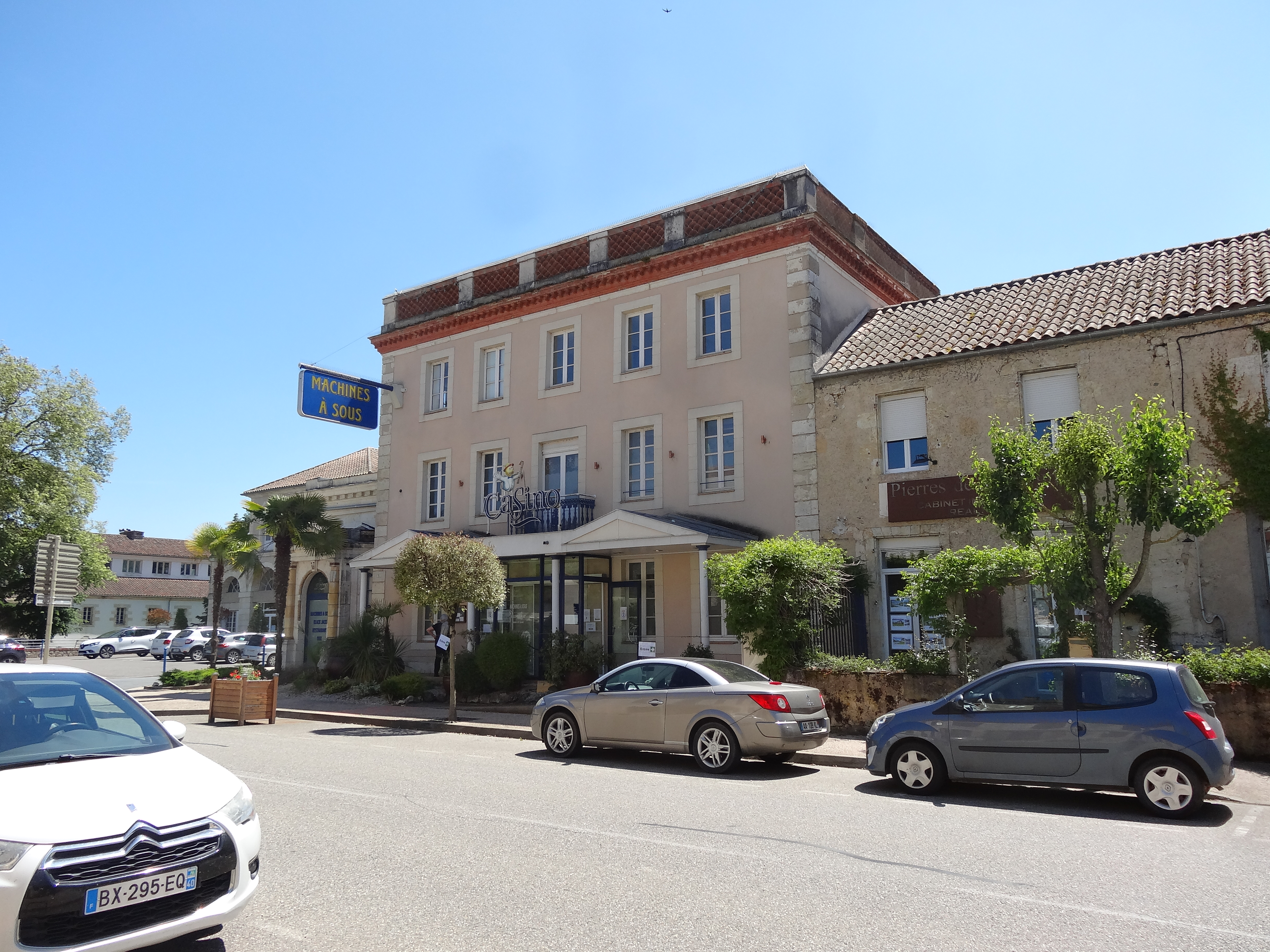
Autre vue du bâtiment.
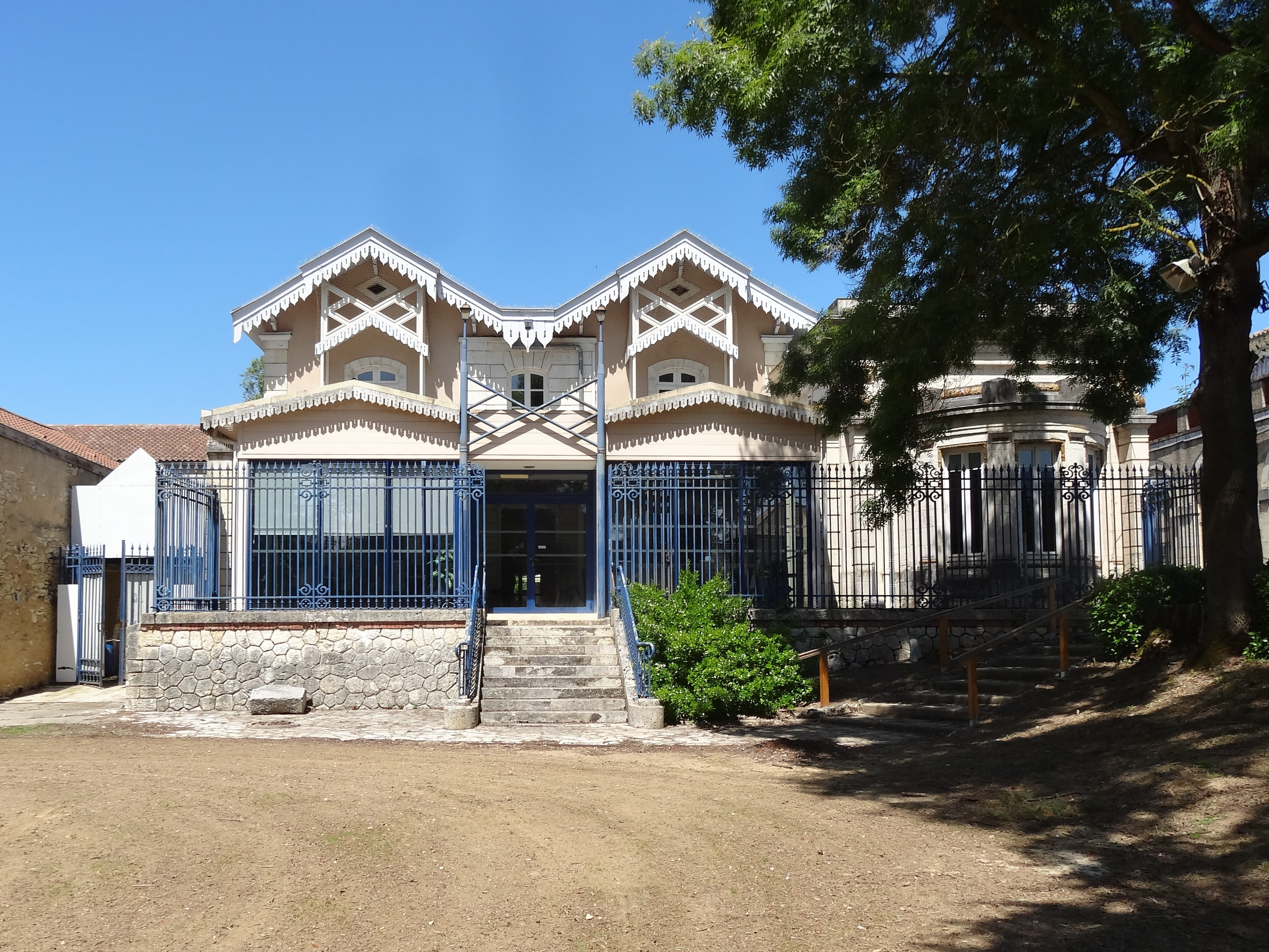
L'arrière du casino donnant sur le Parc Lannelongue.

- Base de loisirs avec un plan d'eau de quatre hectares et une plage.
- Hippodrome de Baron. Il s'étend majoritairement sur la commune de Larroque-Saint-Sernin, seule la partie sud est située sur la commune de Castéra-Verduzan.

L'hippodrome de Baron
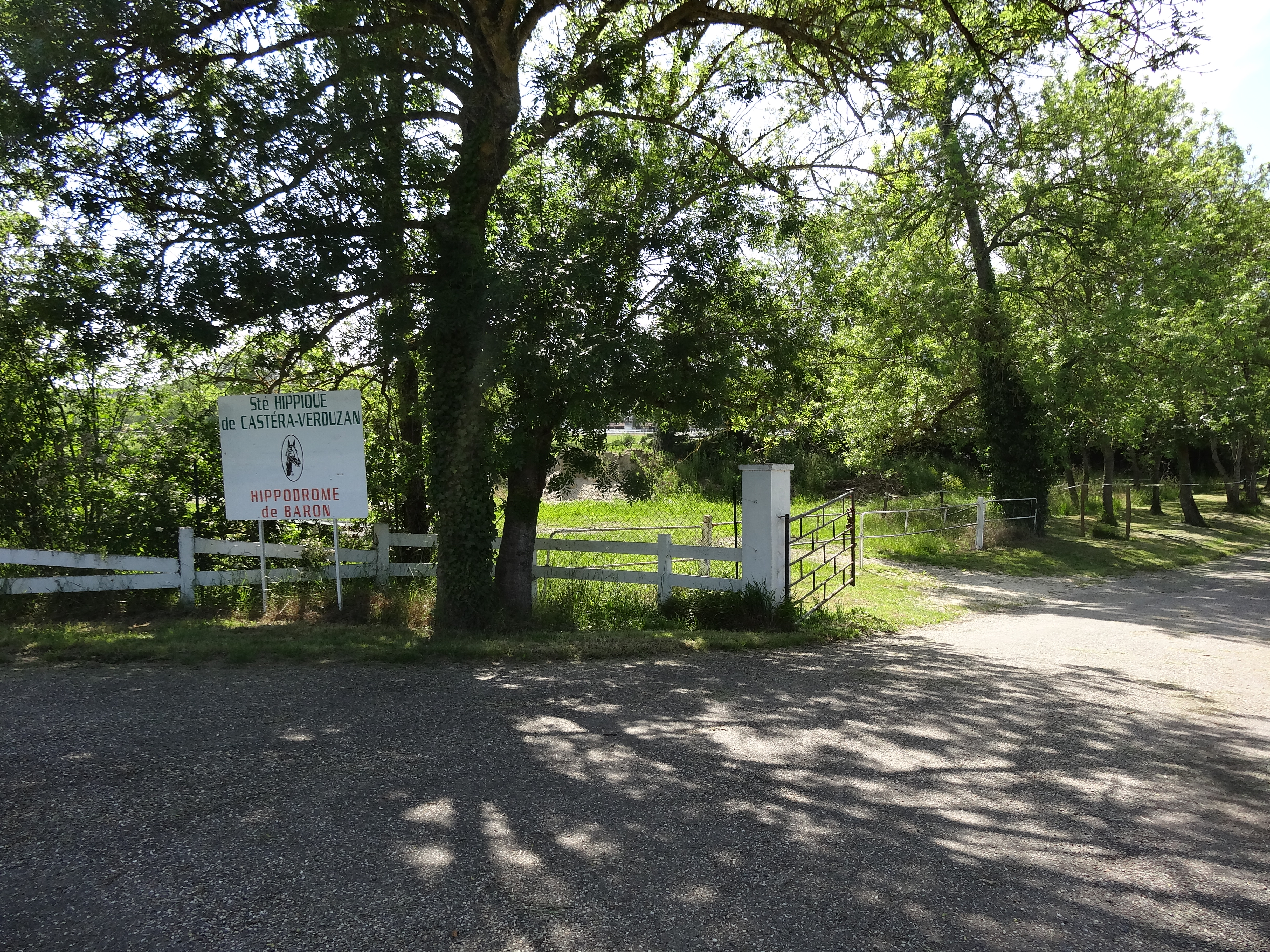
L’entrée.
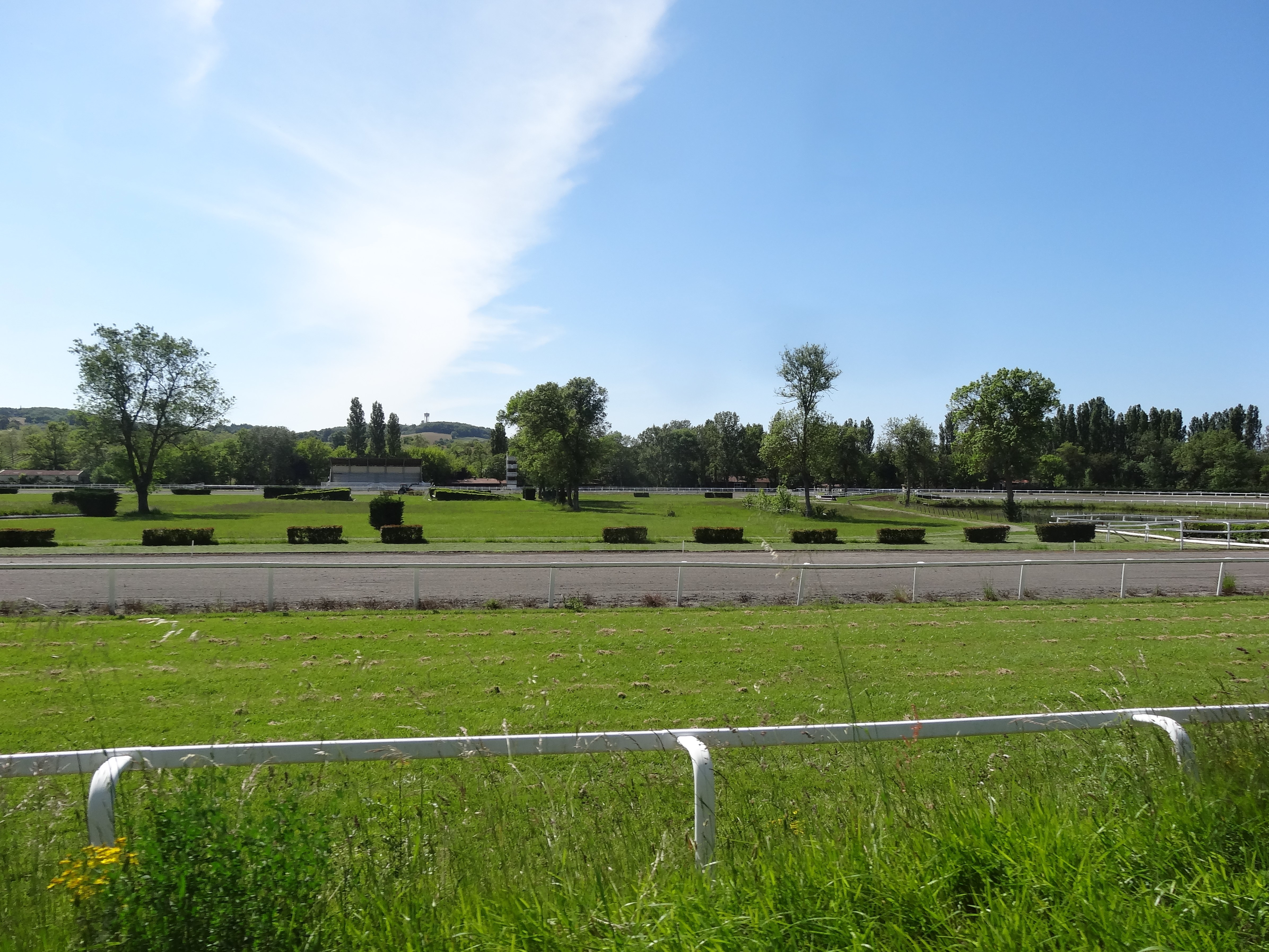
L’hippodrome dans son ensemble.
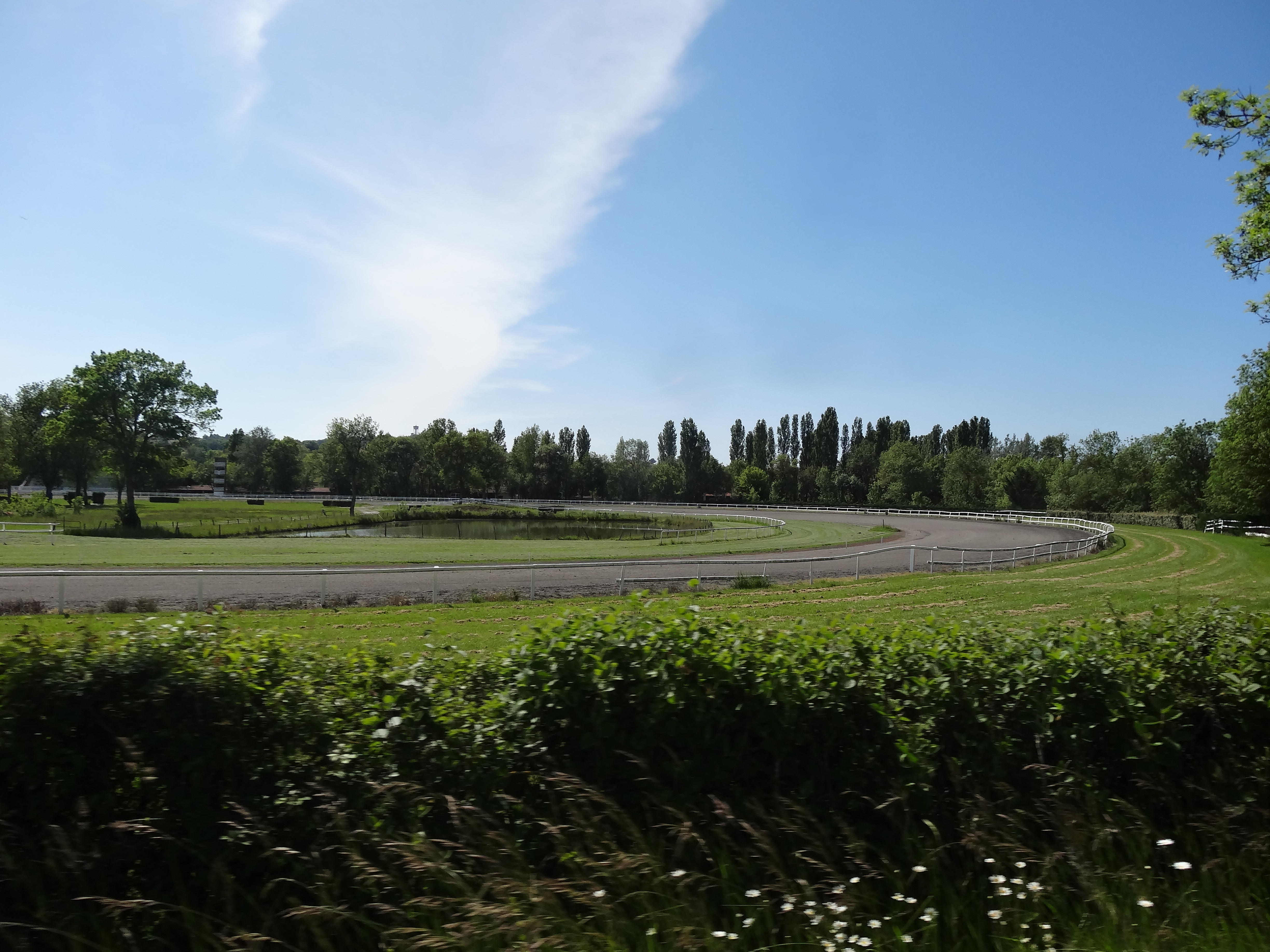
Virage nord.
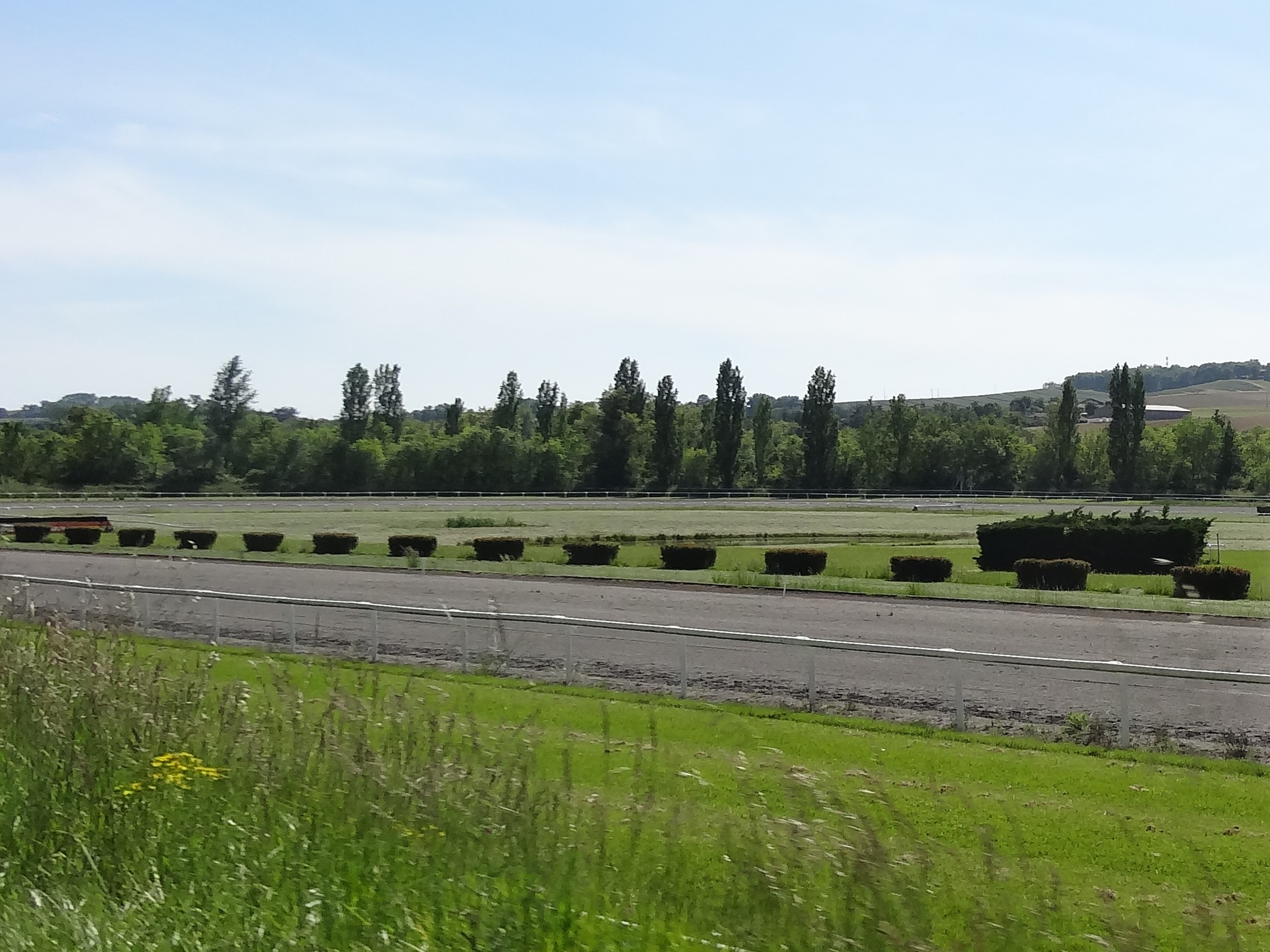
Virage sud.

- À un kilomètre à l'ouest, chapelle romane et croix de calvaire de Verduzan.

Verduzan
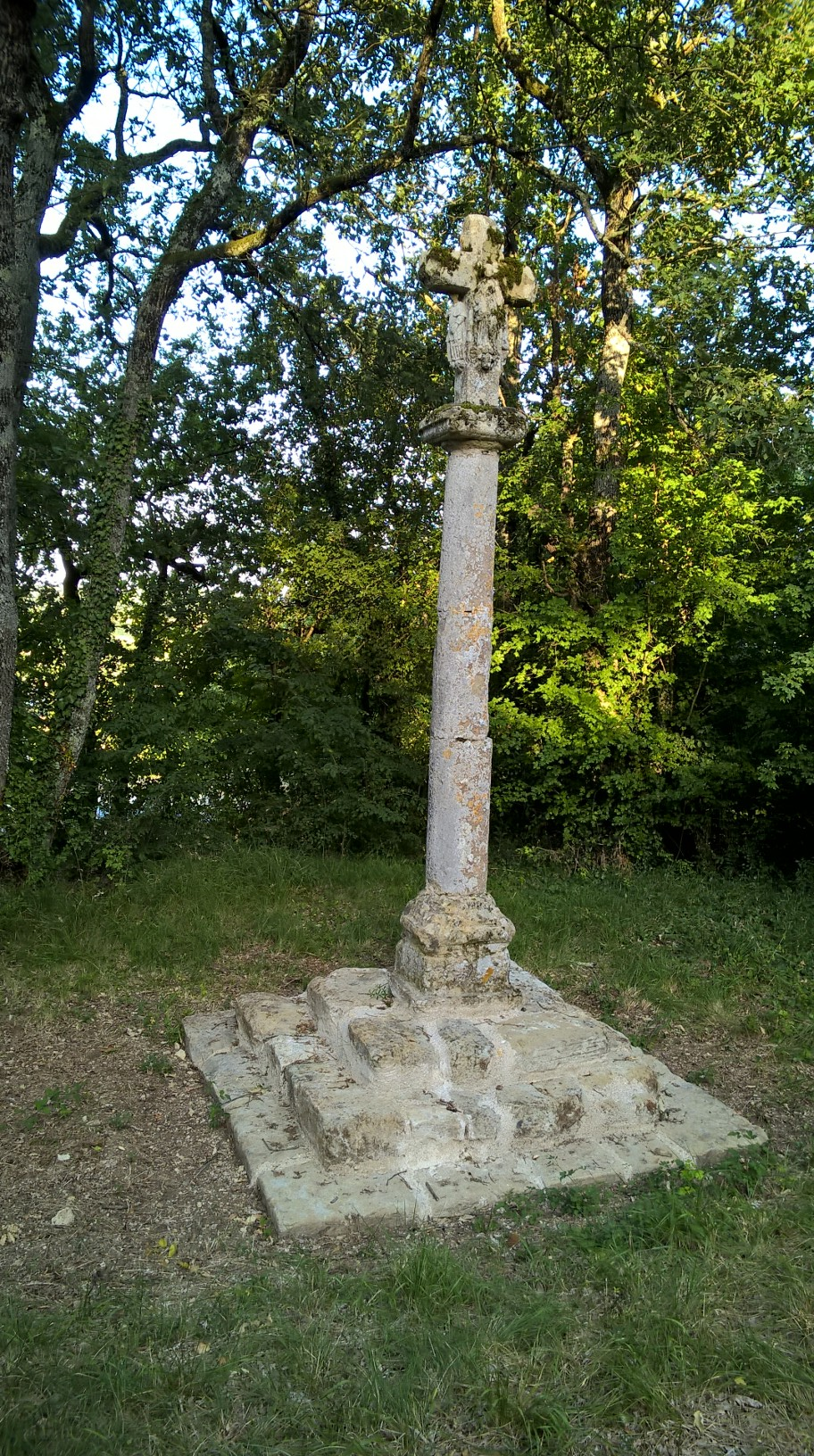
La croix de cimetière de Verduzan.
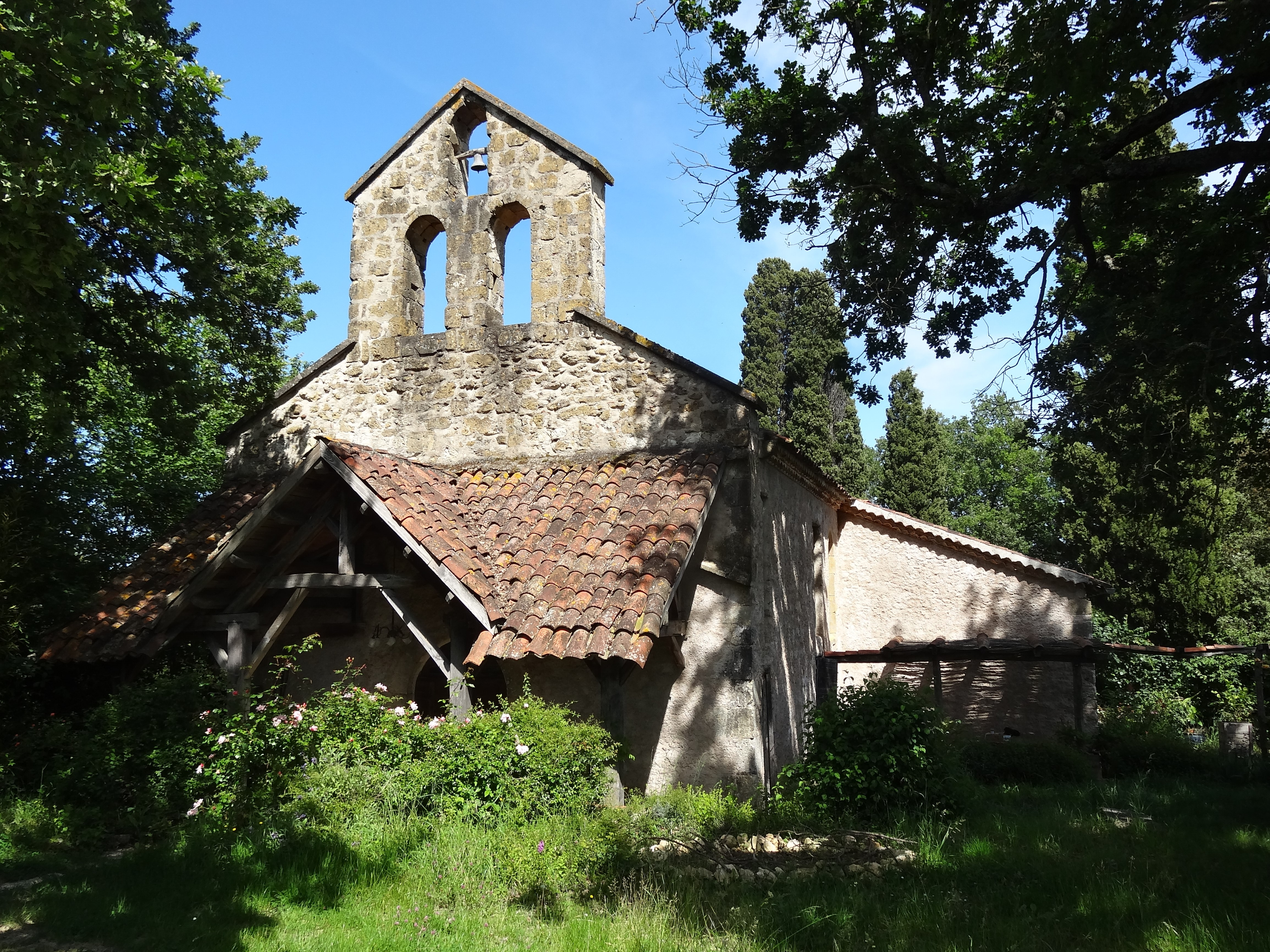
La chapelle.
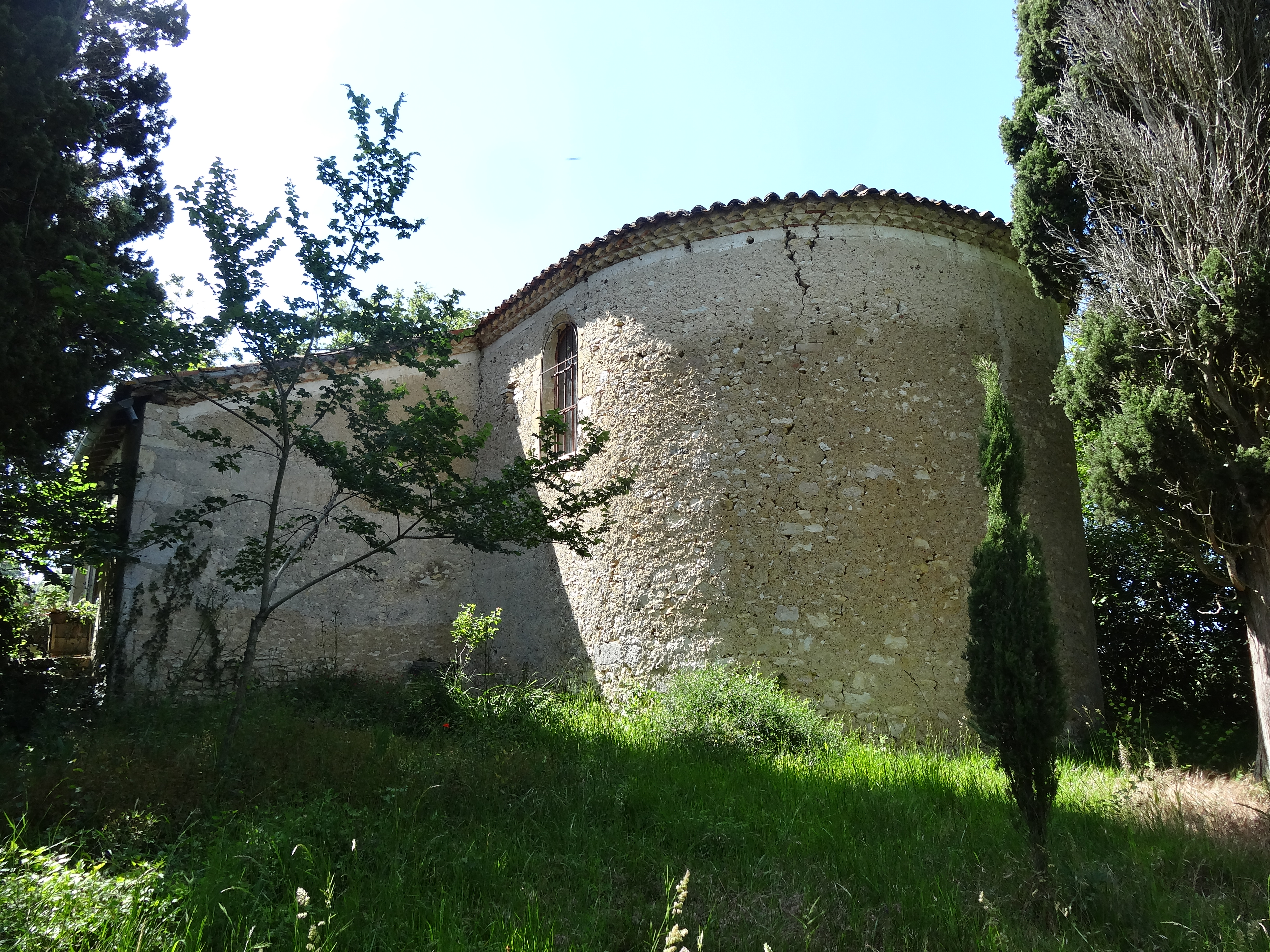
Le chevet de la chapelle.

- Anciens moulins à vent.

Moulins à vent
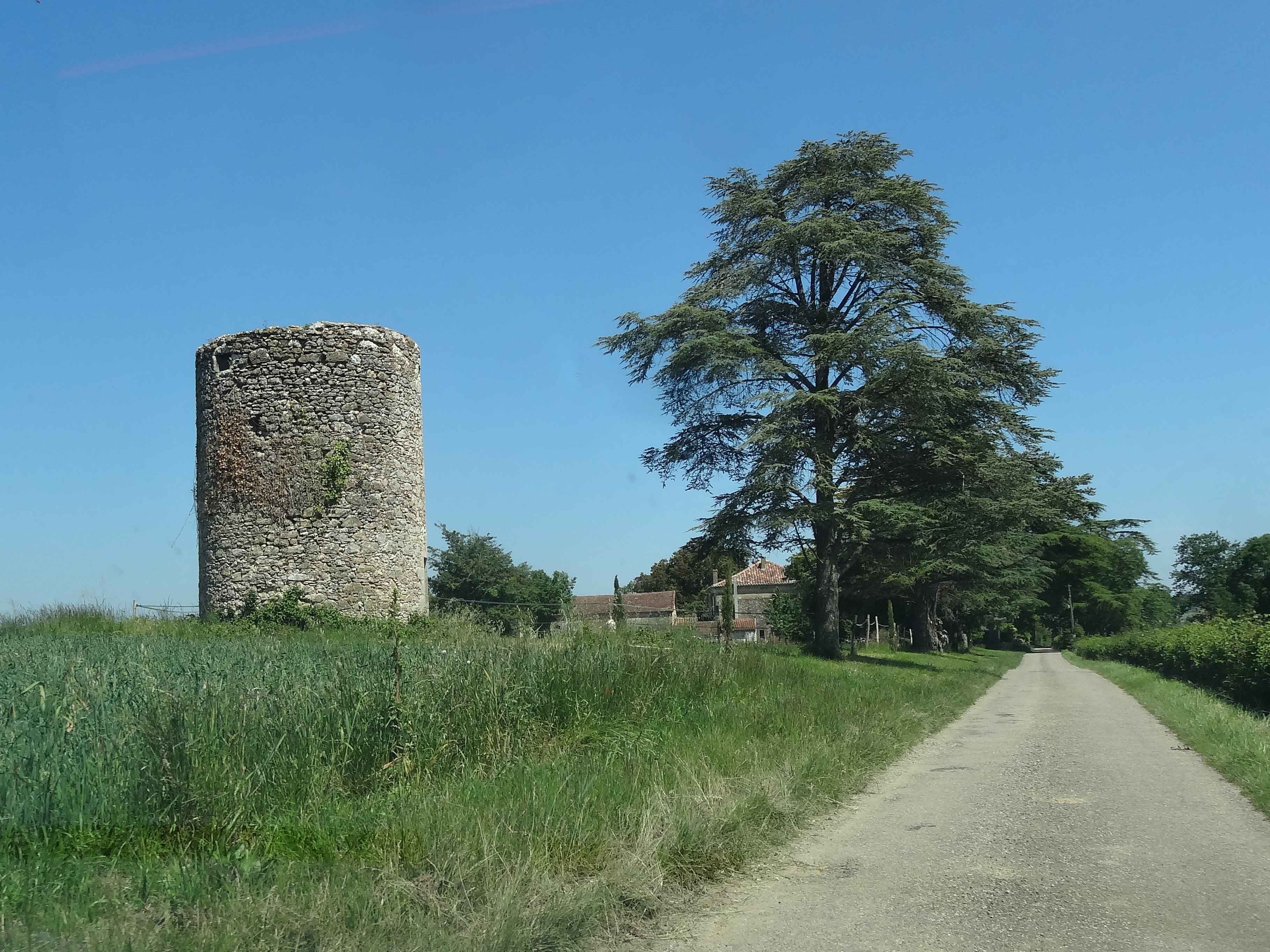
Moulin situé au sud-est du village.
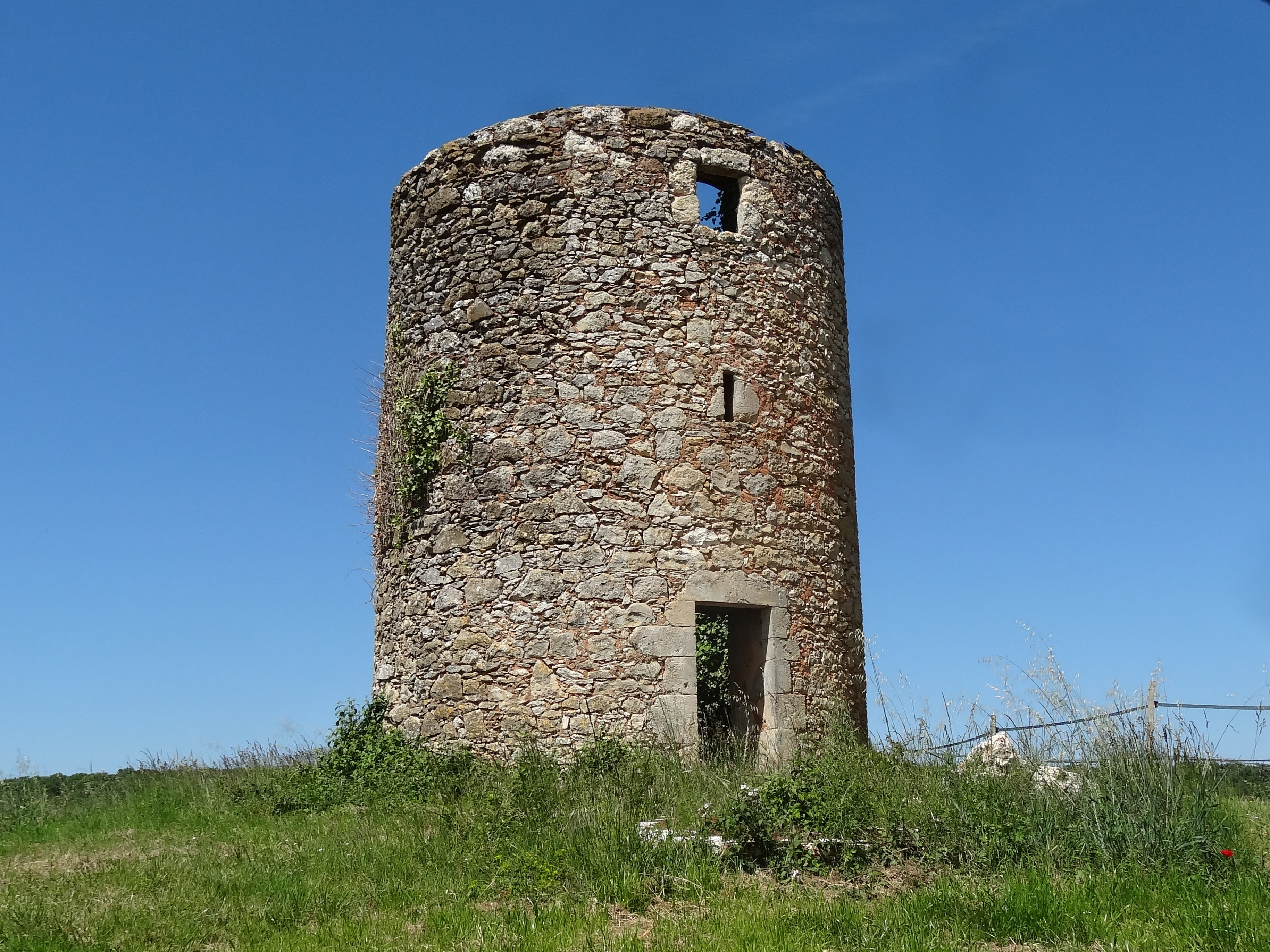
Autre vue.
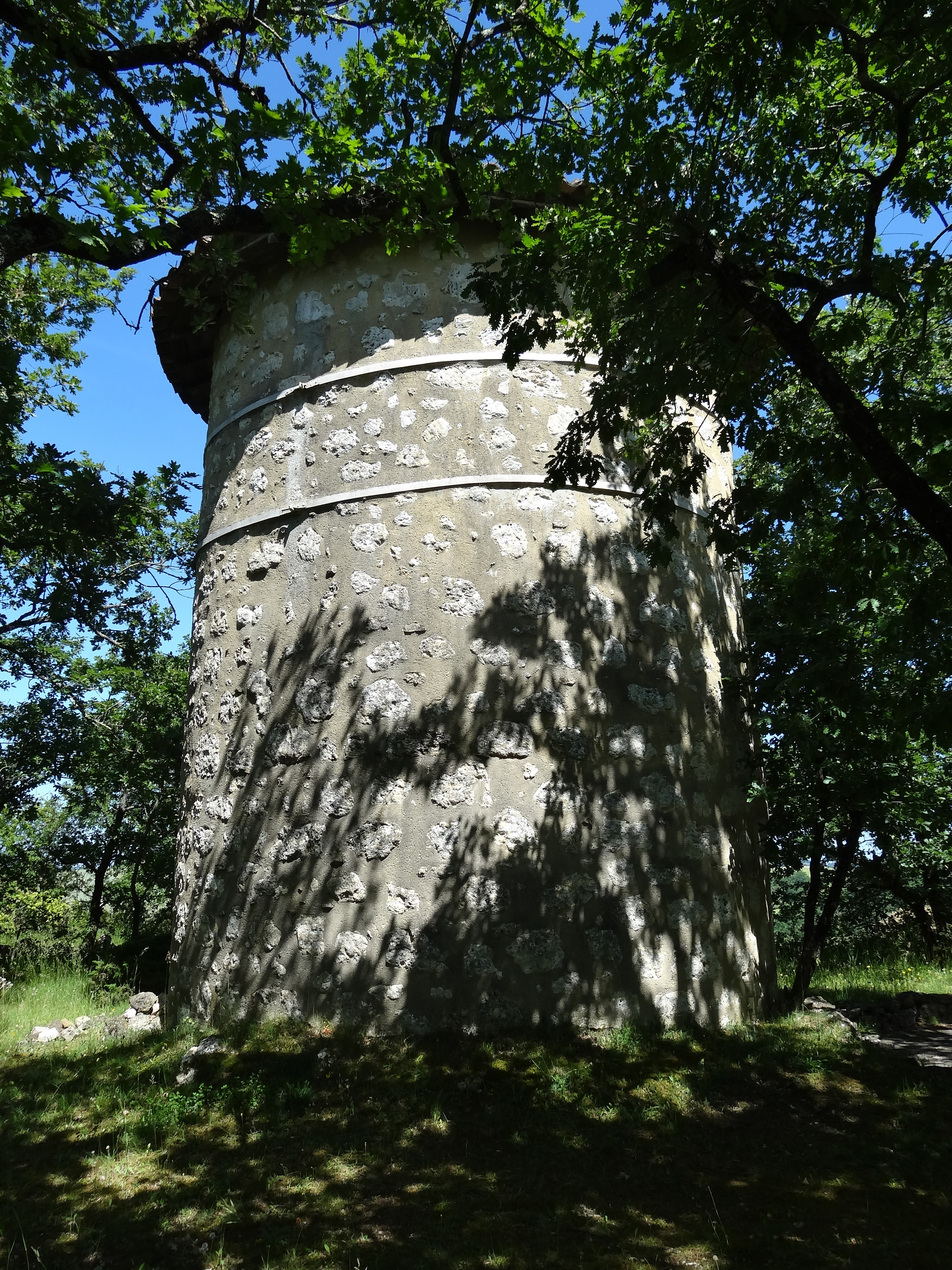
Moulin de Vernon.
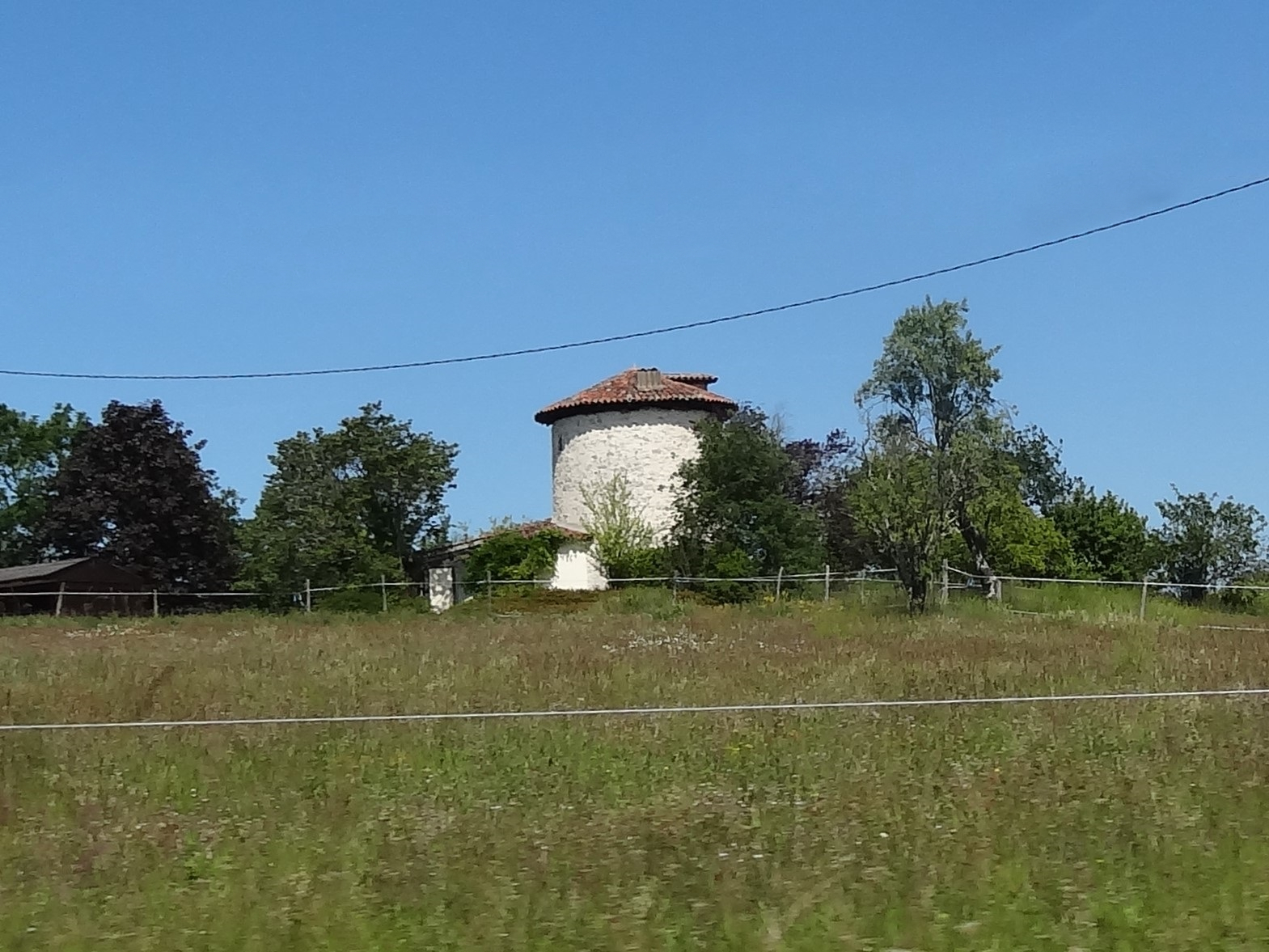
Autre moulin.

- Monument du docteur Lannelongue situé dans le parc Lannelongue.

Lannelongue à Castéra-Verduzan
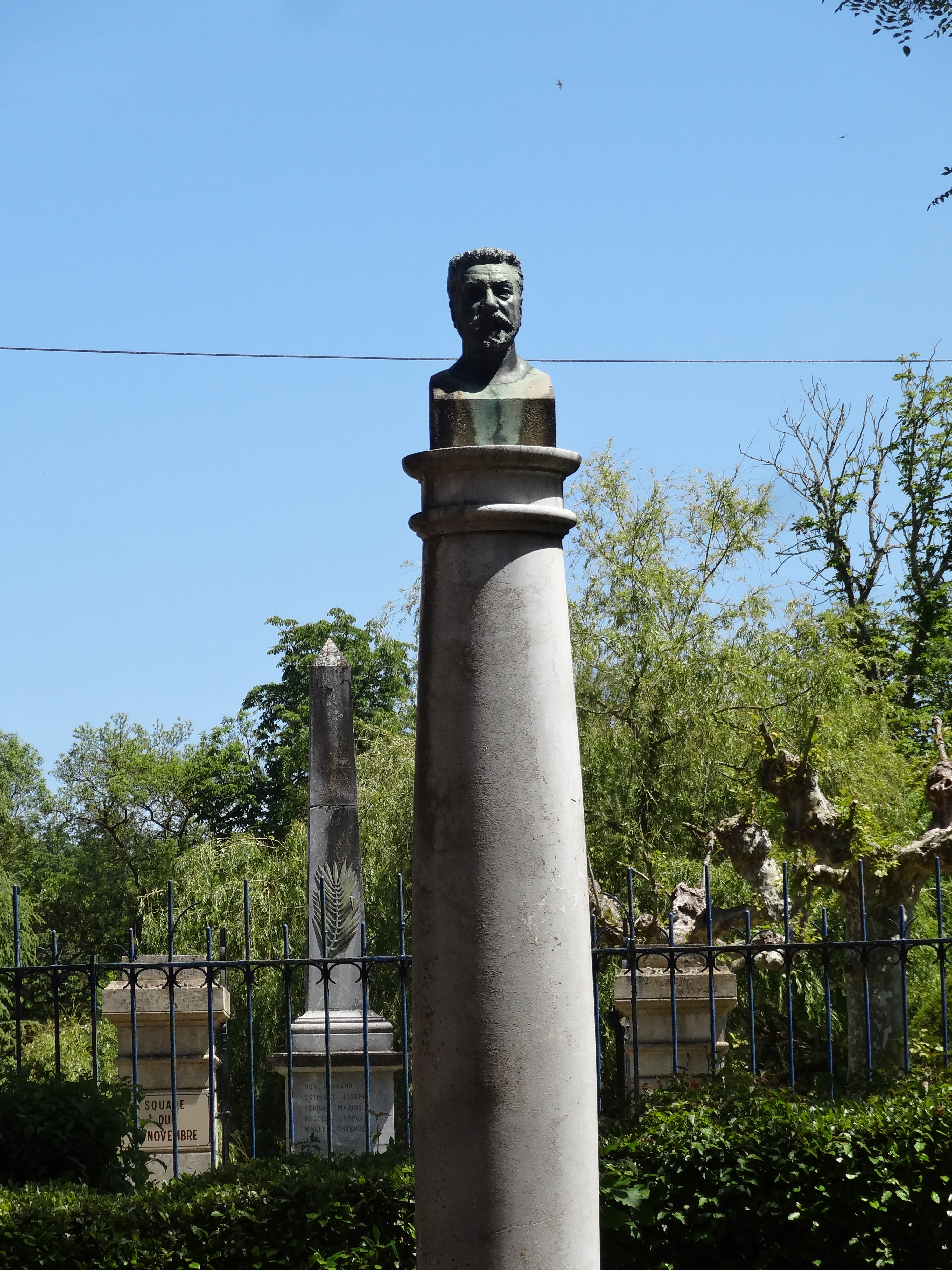
Le buste.
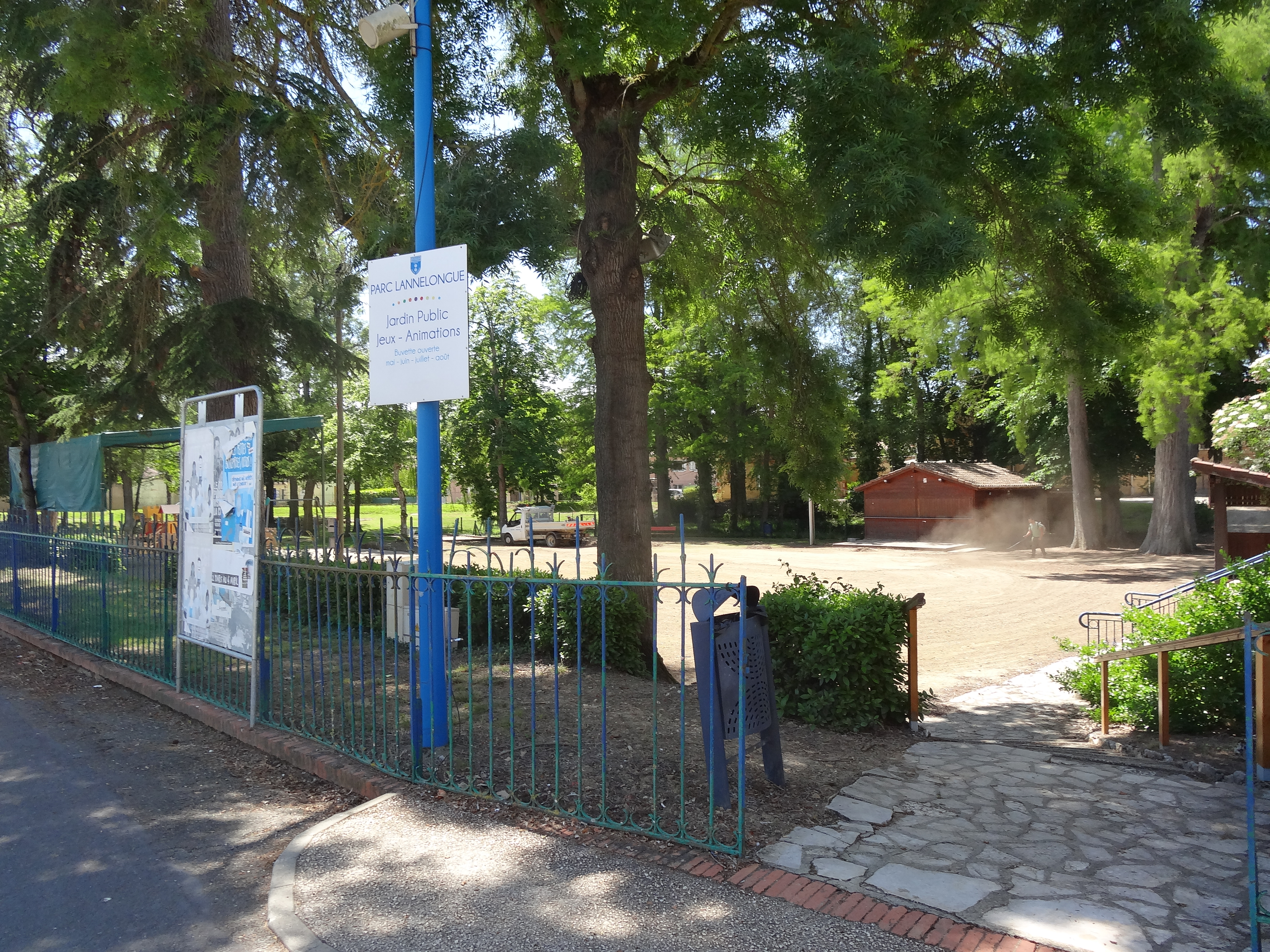
Le parc.

### Personnalités liées à la commune
- Vincent-Marie Viénot de Vaublanc (1756 - 1845), homme politique et écrivain français.
- Odilon Lannelongue (1840 - 1911), né à Castéra-Verduzan. Président de l'Académie de médecine jusqu'à sa mort, maire de Castéra-Verduzan, ami de Gambetta, il fut aussi député et sénateur du Gers. Il est également célèbre pour avoir été appelé au chevet du président Félix Faure (fameux pour avoir perdu sa connaissance).
- Aubert Garcia (1931 - 2000), sénateur et maire de Castéra-Verduzan.

### Héraldique
| Castéra-Verduzan | Son blasonnement est : d'argent à l'écusson de sable chargé de deux besants du champ rangés en pal et accompagné de deux branches de laurier au naturel les pieds passés en sautoir. |

| Figure | Nom et blasonnement                                           |
|        | Famille Verduzan D'azur à deux besant d'argent rangés en pal. |